# Elfenbeintrompete
Elfenbeintrompete, auch Elfenbeinhorn, ist eine Naturtrompete, die aus dem Stoßzahn eines Elefanten hergestellt wird. Blasinstrumente aus dem Elfenbein von Mammuts oder Knochen sind seit dem Jungpaläolithikum nachgewiesen. In Afrika waren als Signalinstrumente bei der Jagd verwendete Elfenbeintrompeten wahrscheinlich seit langer Zeit verbreitet. Beschrieben wurden Elfenbeintrompeten durch Ibn Battūta im 14. Jahrhundert und seit dem 16. Jahrhundert durch europäische Reisende als Ritualinstrumente bei höfischen Zeremonien und als Insignien der Herrscher. Sie waren von der Westspitze Afrikas über Zentralafrika (Kongobecken) bis Ostafrika verbreitet. Derselben zeremoniellen Funktion dienten auch die zur afrikanisch-arabischen Swahili-Gesellschaft gehörenden großen siwa an der ostafrikanischen Küste. Die Tradition der quer geblasenen Elfenbeintrompeten wird noch in wenigen Regionen Afrikas gepflegt, vor allem bei den Aschanti in Westafrika, die bei besonderen Feierlichkeiten Ritualensembles (am bedeutendsten das ntahera) mit sieben Elfenbeintrompeten einsetzen.
Aus der Antike sind keine verlässlichen Angaben zu Elfenbeintrompeten überliefert. Im europäischen Mittelalter waren längs geblasene, reich verzierte Olifanten ein Standessymbol der Ritter. Sie wurden aus dem Byzantinischen Reich eingeführt und vor allem vom 10. bis zum Anfang des 13. Jahrhunderts von muslimischen Handwerkern überwiegend in Süditalien angefertigt.
Eine stilistisch eigene Gruppe bilden die afro-portugiesischen Elfenbeintrompeten, die Ende des 15. und Anfang des 16. Jahrhunderts im Auftrag europäischer Händler in Sierra Leone („sapi-portugiesisch“) und im Königreich Benin („bini-portugiesisch“) hergestellt wurden.

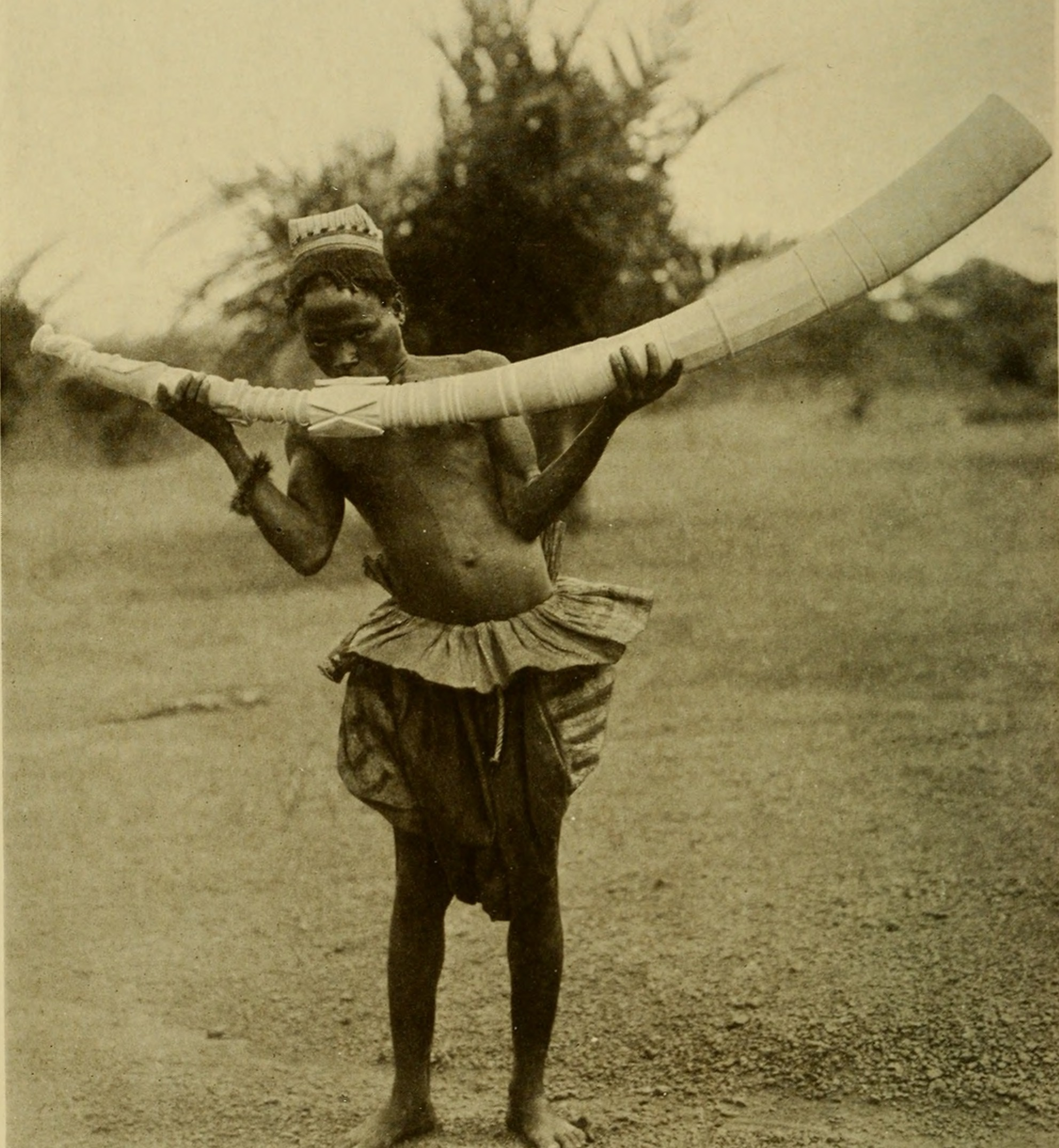
Ein Mangbetu im Nordosten des Kongo mit einer quer geblasenen Elfenbeintrompete, die paarweise in der Zeremonialmusik des Königs verwendet wurde. 1915

## Herkunft
Nach der Tonerzeugung gehören Elfenbeintrompeten zu den Polsterpfeifen, bei denen durch die vibrierenden Lippen des Bläsers die Luft in einer Röhre in Schwingung versetzt wird, instrumentenkundlich sind sie damit Blechblasinstrumente. Die allgemeine Unterscheidung in Hörner oder Trompeten ist weitgehend willkürlich und bezieht sich auf die Form der Röhre. Sind die aus Naturprodukten wie Knochen oder Tierhorn bestehenden Röhren kurz, konisch und gebogen, werden sie wie die in Nachahmung dieser Formen aus Metall gefertigten Blasinstrumente eher „Horn“ genannt, im Unterschied zu den eher als „Trompete“ bezeichneten langen, geraden und zylindrischen Röhren aus Pflanzenstängeln, Rinden und entsprechenden Metallröhren. Eine schlüssige Klassifikation ergibt sich hieraus nicht.

### Tierhörner und Metalltrompeten
Die ältesten ausgegrabenen Blasinstrumente sind Flöten aus Vogelknochen und Säugetierknochen aus dem Jungpaläolithikum (ab etwa 40.000 BP), deren durchdachte Position der Fingerlöcher auf eine noch ältere Tradition von Blasinstrumenten hinweist. Andere vielleicht ebenfalls alte Blasinstrumente aus Tierhörnern, Elfenbein, Rinden oder Schneckenhörnern haben überwiegend keine Fingerlöcher und produzieren im Wesentlichen nur einen Ton. Ihr Anblasloch befindet sich am hinteren spitzen Ende oder in geringer Entfernung von diesem an der Seite. Während prähistorische, als Flöte interpretierte Röhrenknochen häufig vorkommen, weil sie ohne größere Bearbeitung zur Produktion von mehreren Tönen verwendbar sind, stellen Flötenfunde aus Mammutelfenbein eine Besonderheit dar. In der in Baden-Württemberg gelegenen Höhle Geißenklösterle wurden über 30.000 Jahre alte Bruchstücke aus Elfenbein gefunden, die mutmaßlich zu einer Flöte gehörten. In einem komplizierten Bearbeitungsverfahren mussten aus massivem Elfenbein zwei Halbschalen hergestellt und miteinander zu einer Röhre verbunden worden sein. Ob das Blasen von Hörnern (Tierhörnern) wesentlich früher als in der Bronzezeit begann, lässt sich nicht sagen, denn steinzeitliche Darstellungen hiervon sind nicht bekannt.
Während Flöten – abgesehen von Eintonflöten – durch einfach anzubringende Fingerlöcher in früher Zeit zu melodiefähigen Musikinstrumenten wurden, blieben Trompeten mehrheitlich auf die Verwendung als Signalinstrumente bei der Jagd (Jagdtrompeten) und bei anderen gemeinschaftlichen Unternehmungen wie Raubzügen, Schlachten in Kriegen (Militärtrompeten) sowie bei herrschaftlichen und religiösen Zeremonien beschränkt. Flöten und Trompeten sind seit alters in magisch-religiöse Vorstellungen eingebunden und beide stehen in enger Beziehung zur menschlichen Stimme, aber nur bei der Flöte hat sich mancherorts – etwa bei der Hirtenflöte kaval – eine Art magische „Flötensprache“ herausgebildet. Ähnlich sollen in gewissen afrikanischen Kulturen Elfenbeintrompeten bei Begräbnisfeiern die Kommunikation mit den Ahnen erleichtern.
Eine weitere Gemeinsamkeit von Flöten und Trompeten ist, dass sie als einfachste Klangwerkzeuge zur Kultur der Hirten gehörten. Bis in die Gegenwart sind vor allem im mittleren und nördlichen Europa in manchen Regionen bei Hirten noch Holztrompeten als Signalinstrumente bekannt (zur Verbreitung siehe Bazuna). Eine der wenigen aus prähistorischer Zeit erhaltenen Trompeten aus Naturmaterialien ist beispielsweise ein 85 Zentimeter langes Rinderhorn mit Verlängerungen aus Bronze an beiden Seiten aus der frühen Eisenzeit in Schweden.
In Afrika gehören in vielen Regionen Tierhörner zur Gesellschaft der Rinderhirten, außerdem gelten sie als Zeichen von Männlichkeit und als Verkünder des Todes. Die aus einer langen zylindrischen Holzröhre bestehende aporo bei den eine ostnilotische Sprache sprechenden Labwor in Nordostuganda wurde von Frauen bei Tänzen geblasen, wenn ihre Männer erfolgreich von der Jagd heimgekehrt waren, und bei Regenmacherzeremonien. In Kenia wurde das seitlich angeblasene Büffel- oder Rinderhorn mbiu bei offiziellen Anlässen eingesetzt. Es war die einfachere Form des riesigen, kunstvoll verzierten Elfenbein- oder Bronzehorns siwa, das in der Swahili-Gesellschaft zu den Insignien des Herrschers gehörte. Im südlichen Afrika werden aus unterschiedlich geformten Antilopenhörnern hergestellte Trompeten bei zeremoniellen Anlässen verwendet. Diese Hörner heißen bei den Venda in Südafrika phalaphala und bei den Batswana lepapata. Der Ersatz für Elfenbein und Antilopenhörner bei armen Leuten sind allgemein Rinderhörner. Afrikanische Hörner jeder Tierart und Elefantenstoßzähne werden generell seitlich angeblasen, damit das spitze Ende weder abgesägt noch mühevoll in Längsrichtung durchbohrt werden muss. Besonders bei kunstvoll verziertem Elfenbein überwiegen ästhetische Gründe, weshalb der Stoßzahn nicht abgeschnitten wird.
Metalltrompeten haben ihre magischen und zeremoniellen Funktionen beibehalten. Viele sind ihrer Form nach vermutlich Nachahmungen früherer Trompeten aus Tierhörnern oder Pflanzenmaterial. So übernahmen die frühe europäische Lure und die in ganz Indien bis Nepal vorkommende shringa ihre halbkreis- oder S-förmige Gestalt offenbar von verschwundenen Tierhörnern. Ein Tierhorn-Relikt in Nepal ist das bei religiösen Ritualen verwendete Büffelhorn neku.
Gerade lange Metalltrompeten, die es einer Reliefabbildung zufolge bereits um die Mitte des 3. Jahrtausends v. Chr. in Mesopotamien gab, waren und sind in ihrer muslimisch geprägten Verbreitungsregion von Nordafrika (nafīr und kakaki) bis Zentralasien karna, regionales Beispiel bhankora in Nordindien) in zeremoniellem oder militärischem Gebrauch. Schon die mesopotamischen und die altägyptischen Metalltrompeten aus dem Grab des Tutanchamun dienten mit den zwei Tönen, die sie hervorbrachten, als Signalinstrumente. In Afrika gehören Metalltrompeten zu den Insignien muslimischer Regenten (Ausnahme: die zeremonielle lange Metalltrompete malakat im christlichen Hochland von Äthiopien), dagegen Tierhörner, Elfenbeintrompeten, Holztrompeten und Kalebassentrompeten wie die amakondera in Uganda und Ruanda sowie die waza im westlichen Tiefland von Äthiopien zu den Herrschern alter afrikanischer Reiche.
Die erste wissenschaftliche Arbeit über Hörner als Blasinstrumente veröffentlichte Franz Bock 1860. Der Schwerpunkt seines Aufsatzes liegt bei der religiösen und profanen Verwendung der mittelalterlichen Elfenbeinhörner.

### Elfenbein

#### Mesopotamien und Ägypten

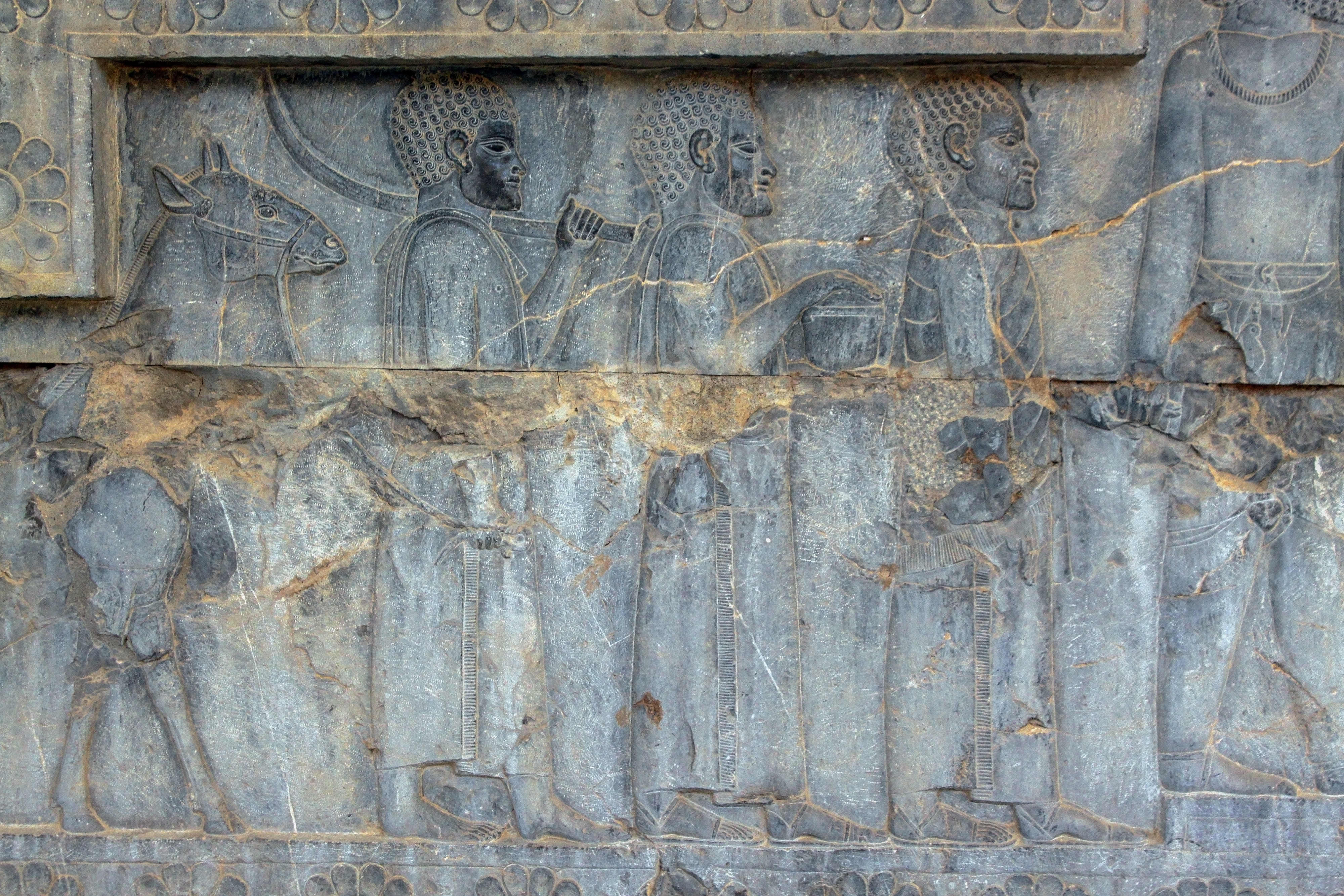
Östlicher Teil der Reliefs am Apadana von Persepolis. Die drei dargestellten Nubier sind die exotischste Gruppe und bilden das Ende der langen Reihe der Delegationen. Der letzte Mann trägt einen Elefantenstoßzahn und bringt noch eine Giraffe mit. Kurz nach 500 v. Chr.

Eine aus der III. Dynastie von Ur (ab etwa 2100 v. Chr.) in Mesopotamien stammende Tontafel zeigt einen von seinem Mahut gerittenen Elefanten. Dies ist eine der frühesten Darstellungen eines gezähmten Elefanten, der in Altsyrien und Mesopotamien erst ab Anfang des 2. Jahrtausends v. Chr. häufiger auftaucht. Im Palast von Yarim-Lim wurden fünf Elefantenstoßzähne aus dem 18. Jahrhundert v. Chr. ausgegraben. Hörner als Blasinstrumente sind aus Mesopotamien wenig und Elfenbeintrompeten nicht bekannt.
Aus der Regierungszeit des ägyptischen Pharaos Thutmosis III. (reg. 1479–1425 v. Chr.) ist der Bericht über eine Elefantenjagd überliefert, die um 1464 vermutlich am mittleren Euphrat stattfand. Dabei wurden 120 Asiatische Elefanten wegen ihres Elfenbeins getötet. Ein – der Form seiner Stoßzähne nach zu urteilen – Asiatischer Elefant ist zusammen mit einem Mann, der zwei Stoßzähne trägt, auf einem schlecht erhaltenen Wandbild in der Grabkapelle (TT100) des ägyptischen Wesirs Rechmire zur Zeit von Thutmosis III. abgebildet. Anders als der nur gelegentliche Gebrauch in Mesopotamien wurde Elfenbein im Alten Ägypten seit der prädynastischen Zeit in Rohform oder kunstvoll bearbeitet in größeren Mengen als Luxusgegenstand gehandelt. Aus der Zeit von Pharao Merenre (der 6. Dynastie, reg. 2250–2245 v. Chr.) berichtet eine Inschrift am Grab des Beamten Harchuf, der eine Expedition nach Nubien im heutigen Sudan anführte, man habe 300 Esel beladen mit Weihrauch, Ebenholz, Leopardenfellen, Öl und Elfenbein mitgebracht. Der Name Elephantine (altägyptisch Yebu, „Elephant“) für eine Insel im Nil auf der Route zwischen Ägypten und Nubien verweist auf die Bedeutung des altägyptischen Elfenbeinhandels.
In der Levante ist der in der jüdischen Liturgie verwendete Schofar ein Widderhorn, das häufig in der Bibel erwähnt wird und auf Abbildungen ab dem 2. Jahrtausend v. Chr., im Zusammenhang mit den Kulten der Israeliten jedoch erst ab der römischen Zeit (1. Jahrhundert v. Chr.) vorkommt. Der gewundene Schofar war das geeignete Blasinstrument für religiöse Kulte, bei denen Rinderhörner nicht verwendet werden durften. Auf einem späthethitischen Relief (9. Jahrhundert v. Chr.) aus Karkemiš ist eine Musikgruppe abgebildet, von denen ein Mitglied ein gebogenes Tierhorn spielt und drei mit den Händen eine große Trommel schlagen. Ansonsten sind von den Hethitern in Anatolien als Blasinstrumente nur nicht eindeutig zu klassifizierende Rohrblattinstrumente oder Flöten bekannt.
Neben den – bereits ab dem 4. Jahrtausend v. Chr. nachweisbaren – Objekten aus Flusspferd-Elfenbein ist in der Levante in der Spätbronzezeit (um 1600–1200 v. Chr.) eine deutlich zunehmende Produktion von Figuren und Gebrauchsgegenständen aus Elefantenelfenbein zu beobachten. Die Kunsthandwerker arbeiteten im syrischen Qatna und vermutlich auch in den anderen größeren städtischen Zentren. Der früheste Beleg für eine Elfenbeintrompete in der Levante ist eine weibliche Figur aus Syrien, die in das 14. Jahrhundert v. Chr. datiert wird.
In der achämenidischen Residenzstadt Persepolis führen zwei breite Treppen zur Terrasse des Apadana (Palastes). Die Wände der Treppenaufgänge, die den Sockel der Terrasse bilden, wurden in den Jahren 499 bis 495 v. Chr. unter Dareios I. mit zwei je 70 Meter langen und 3 Meter hohen Reliefs gestaltet. Darauf bewegen sich von beiden Seiten jeweils über 100 Personen auf die Mitte zu. Sie stellen die Delegationen der zum Achämenidenreich gehörenden 23 Völker dar, die zu einer Versammlung angereist sind. Das Schlusslicht an der Ostseite bildet die Delegation der Nubier, die an einem Mann zu identifizieren sind, der einen Elefantenstoßzahn auf der Schulter trägt. Außerdem führt er noch eine Giraffe hinter sich her.

#### Griechenland
Im antiken Griechenland begann die Tradition der Elfenbeinverarbeitung in der frühminoischen Zeit (ab 2600 v. Chr.) auf Kreta mit der Anfertigung kleiner Siegel. Wenige kleine Elfenbeinfiguren von Jungen aus der mittelminoischen Zeit (2000–1600 v. Chr.) vom Fundort Palaikastro zeigen stilistisch einen ägyptischen Einfluss und von dort kam offenbar auch das Elfenbein. Ab 1600 v. Chr. entstanden etwas größere Figuren auf Kreta und auch die ersten Elfenbeinfiguren auf dem griechischen Festland. Aus dieser Zeit stammt eine in einer Grabkammer von Mykene gefundene Elfenbeintrompete. Das ungewöhnliche, zur mykenischen Kultur gehörende Objekt wurde aus der Spitze eines Stoßzahns hergestellt und mit einem Flachrelief verziert, das wilde Ziegen um einen „heiligen Baum“ zeigt. Das syrische Motiv verweist auf die Herkunft der mykenischen Elfenbeinverarbeitung aus Anatolien. Darüber ist ein großer Vogel dargestellt, der dem heiligen Vogel der altägyptischen Stadt Buto entspricht: ein Geier, der einen Ring in jeder Klaue hält. Diese Kombination von syrischen und ägyptischen Motiven kam wohl über die Levante nach Griechenland. In größerem Umfang wurden Elfenbeinschnitzereien in Griechenland erst ab dem 13. Jahrhundert v. Chr. hergestellt. Herodot (um 490/480 – um 430/420 v. Chr.) war der erste Grieche, der über die Herkunft des Elfenbeins aus Afrika berichtete. Auf seiner Reise nach Ägypten besuchte er die Insel Elephantine. Jedes Jahr seien 20 Elefantenstoßzähne von Äthiopien als Tribut zum König des Achämenidenreichs geschickt worden. Auch andere antike Quellen erwähnen Afrika als Lieferant des Elfenbeins.
Die älteste griechische Trompete, die hauptsächlich als militärisches Signalinstrument verwendet wurde, ist die ab dem 8. Jahrhundert v. Chr. nachweisbare salpinx. Die salpinx besaß ein gerades zylindrisches Bronzerohr und einen glockenförmigen Schallbecher. Für die antiken Griechen galt die salpinx als Erfindung der Etrusker, trotz der Parallelen mit ägyptischen Trompeten. Tatsächlich entwickelten die Etrusker aus der griechischen salpinx die gerade tuba, das gebogene cornu und den am unteren Ende hakenförmig gekrümmten lituus. Außer diesen Metalltrompeten blieb auch eine Elfenbeintrompete aus der Mitte des 7. Jahrhunderts v. Chr. erhalten, die aus dem Tomba Bernardini in Praeneste stammt. Die Elfenbeinarbeiten des Tomba Bernardini zeigen einen rein phönizischen Stil. Bildzeugnissen zufolge wurde die leicht gebogene archaische Trompete aus Elfenbein oder Bronze Anfang des 4. Jahrhunderts v. Chr. durch das große kreisrunde cornu mit einer drei Meter langen, durch einen Querstab gehaltenen Röhre ersetzt.

## Mittelalterliche Olifanten

Olifant aus Süditalien, 12. Jahrhundert. Bekannt als „Horn des heiligen Blasius“, der damit im 3. Jahrhundert die Gläubigen zum Gebet gerufen haben soll, um den christlichen Glauben zu verkünden. Aus dem Welfenschatz des Braunschweiger Doms, heute im Cleveland Museum of Art.

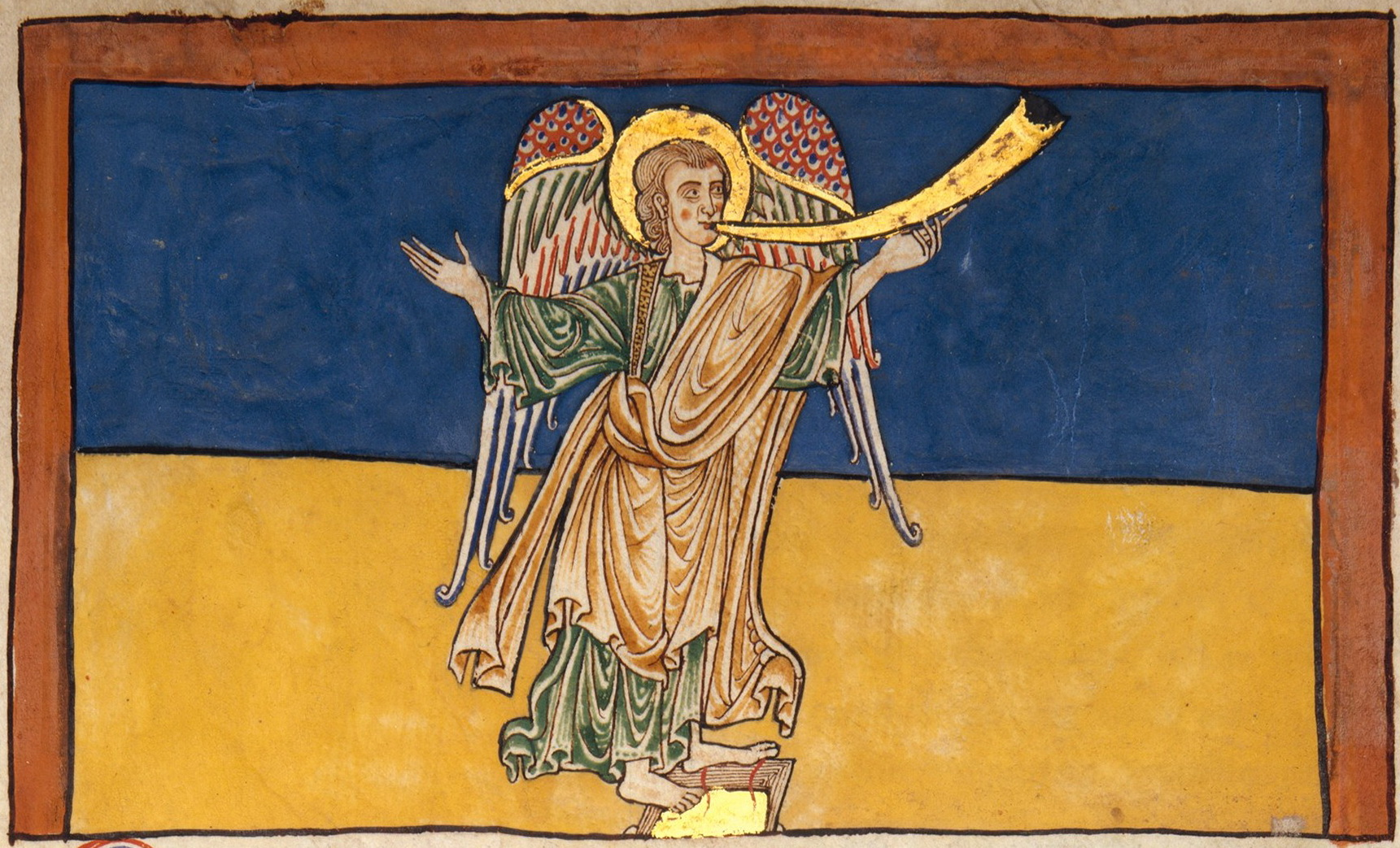
Die Verkündung durch das Horn knüpft an den biblischen siebten Engel der Apokalypse an, der die Herrschaft Gottes verkündet. Miniatur in einem spanischen Beatus-Manuskript, um 1180.

In frühchristlicher Zeit gerieten in Europa die handwerklichen Fähigkeiten in Vergessenheit, um lange konische Metallröhren wie beim römischen cornu herzustellen. Stattdessen griff man bei Signalinstrumenten wieder auf Tierhörner oder auf kurze konische Metalltrompeten zurück. Nach einer möglichen Einteilung gab es im frühen Mittelalter drei Typen von Hörnern: das „Stierhorn“ aus den Hörnern wilder Büffel, das später aus Metall nachgebildet wurde; das große „Heerhorn“ (mittelhochdeutsch herhorn) aus Metall und das kurze Signal- oder „Hifthorn“. Ihr ungefähres Aussehen und ihre Größe ist Psalter-Illustrationen zu entnehmen. Alle mittelalterlichen Hörnertypen dienten anfangs ausschließlich als Signalinstrumente, etwa für Schafhirten und Wachleute.
Zur Vorgeschichte der europäischen Olifanten gehört die für die frühislamische Zeit nachweisbare Verarbeitung von Elfenbein in arabischen Ländern, das aus dem östlichen Afrika, besonders aus Äthiopien, bezogen wurde. Den Elfenbeinhandel beschreiben orientalische Quellen bis zum 13. Jahrhundert. Ferner berichtet Gregorius Bar-Hebraeus, Oberhaupt der Syrisch-Orthodoxen Kirche (1226–1286) über eine Nachricht des abbasidischen Kalifen al-Muʿtasim an den nubischen König (Zacharias I.) aus dem Jahr 836, er möge den ausstehenden jährlichen Tribut zahlen, anderenfalls würde der Kalif eine Armee nach Nubien entsenden. Zu den geforderten Leistungen gehörten 360 Sklaven, Elefantenstoßzähne und Leopardenfelle. Durch Handel und Tributzahlungen gelangte unbearbeitetes Elfenbein direkt ans Herrscherhaus nach Bagdad, was Avinoam Shalem (2004) zufolge die Existenz von Elfenbein verarbeitenden Werkstätten an den Zentren der muslimischen Reiche wie Córdoba und Madīnat az-zahrāʾ im 10. und 11. Jahrhundert wahrscheinlich macht.
Im 10. Jahrhundert wurden aus dem Byzantinischen Reich Hörner aus Elfenbein eingeführt und ab dieser Zeit, vermehrt vom 11. Jahrhundert bis zum Beginn des 13. Jahrhunderts, von muslimischen Handwerkern wahrscheinlich vor allem in Süditalien und Sizilien hergestellt. Somit gab es neben den im Alltag gebrauchten einfachen Hörnern reich verzierte Exemplare, die den Rittern als Standessymbol dienten. Im frühen Mittelalter waren solche Hörner aus kostbarem Elfenbein selten und nur im Besitz von Landesherren. In mittelalterlichen Quellen wurden diese Hörner nicht nur als bloße cornu eburnea (lateinisch, „Elfenbeinhörner“), beschrieben, sondern als mit Gold oder Silber dekorierte oder umhüllte Kunstgegenstände. Mutmaßlich sorgten die Kreuzzüge im 12. und 13. Jahrhundert für ihre weitere Verbreitung. Elfenbeintrompeten wurden nun auch anstelle des Heerhorns im Krieg verwendet. Der mit großer Kraft lautstark blasende Spieler galt als Held oder, wie es in dem in den 1230er Jahren in mittelhochdeutscher Sprache verfassten Kudrunlied heißt (Zeile 1394):

„Er blies ze dritten stunden mit einer krefte gröz. daz im der wert erwagete und im der wäc erdöz.“

Musikalisch waren die Elfenbeintrompeten den sonstigen Hörnern keinesfalls überlegen, sie waren in erster Linie laut und alle Hörner produzierten lediglich einen Ton oder bestenfalls drei Naturtöne. Der auf die Herkunft des Materials verweisende Name Olifant (altfranzösisch, „Elefant“, altenglisch olfend) wird bereits im Rolandslied (entstanden um 1100) erwähnt. Es gibt keinen Beleg, dass, wie im Rolandslied dargestellt, Karl der Große oder einer seiner Ritter im 8. Jahrhundert einen Olifanten besaß und diesen in der Schlacht blies.
Die mittelalterlichen Olifanten sind durchschnittlich 50 bis 70 Zentimeter lang und ihr Öffnungsdurchmesser beträgt 5 bis 13 Zentimeter. Zwischen 80 und 100 Olifanten blieben weltweit erhalten. In den Museen zählen sie zu den prunkvollen Ausstellungsstücken. Typisch für die Dekoration ist eine Gliederung des Reliefs in ein breites mittleres Hauptfeld, das durch ein Band mit einer Einkerbung von einer kleineren Zone an der Einblasöffnung und am breiten unteren Ende getrennt ist. Die Einkerbung dient zur Aufnahme von Metallringen, an denen ein Umhängeband befestigt war, mit denen die Olifanten für die Jagd oder andere Anlässe über der Schulter getragen werden konnten. Typisch für die orientalische Tradition ist eine Verzierung mit Tierfiguren (wilde Säugetiere, Vögel und Fabeltiere) in Kreisen, die miteinander verbunden ein geschlossenes Netz bilden.
Nach ihrer Herkunft sollten demnach mindestens zwei Gruppen von Olifanten aufgrund von Stilmerkmalen unterscheidbar sein: eine byzantinische und eine arabisch-muslimische („orientalische“). Eine entsprechende Einteilung unternahm als ersten Versuch zur Klassifizierung der mittelalterlichen Elfenbeinhörner der Kunsthistoriker Otto von Falke in zwei Artikeln 1929 und 1930. Die arabisch-muslimischen Olifanten zeigen Stilmerkmale der Kunst der ägyptischen Fatimiden, die vom 10. bis zum 12. Jahrhundert herrschten. Da in christlich-europäischen Quellen die muslimischen Eroberer Nordafrikas und des südlichen Mittelmeerraums Sarazenen genannt werden, sind diese Exemplare auch als „sarazenische Olifanten“ bekannt. Von Falke unterscheidet bei den mittelalterlichen Olifanten insgesamt vier Gruppen. 1) Olifanten mit rein fatimidischen Stilmerkmalen, die nur südlich des Mittelmeers entstanden sein könnten, 2) italienische Nachahmungen, die europäische Formvorstellungen bei den Tierfiguren erkennen lassen, 3) sonstige europäische Olifanten, die vielleicht in Frankreich oder Deutschland entstanden, und 4) eine Gruppe mit byzantinischer Herkunft. Damit erkennt von Falke anhand detaillierter Stilvergleiche unter den „orientalischen“ oder „sarazenischen“ Olifanten abgestufte Grade den Entfernung von einem originalen muslimischen Stil, das heißt von einem in Ägypten entstandenen „rein orientalischen“ Prototyp.

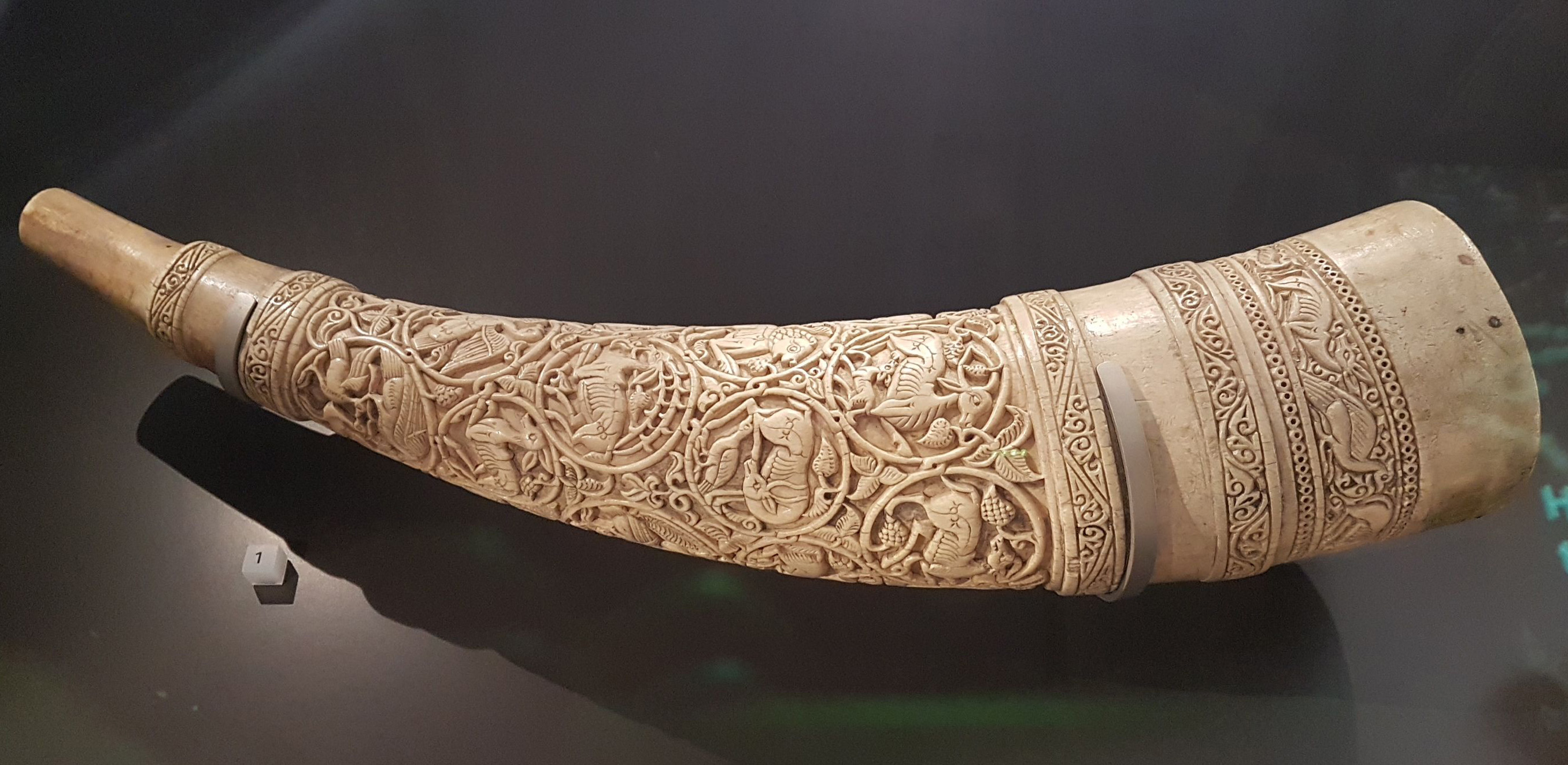
Olifant aus Sizilien, 11./12. Jahrhundert. Tierfiguren von Kreisen umrahmt. National Museum of Scotland.

In einem Aufsatz von 1959 kommt Ernst Kühnel zu anderen Schlussfolgerungen. Kühnel beschreibt abgesehen von der byzantinischen Gruppe eine „sarazenische“ Hauptgruppe von Olifanten. Diese seien weder in Kairo noch in Andalusien, sondern ausnahmslos auf europäischem Boden entstanden, wo die arabischen Kunsthandwerker mit byzantinischer und teilweise mit romanischer Kunst in Berührung kamen. Dies könnte in Sizilien gewesen sein, weil hier von der Mitte des 10. bis zum Ende des 12. Jahrhunderts das muslimische Emirat von Sizilien bestand und in der Kunst eine byzantinisch-arabische Stilmischung gepflegt wurde. Möglicherweise kämen auch die unteritalienischen Städte Amalfi und Salerno in Frage, an denen sich arabische Handwerker niedergelassen hatten. Diese lokalen Beschränkungen formulierte Kühnel ungeachtet der stilistischen Unterschiede, die er selbst herausgearbeitet hat.
Als Gründe, weshalb Olifanten nur in Europa hergestellt worden sein können, gibt Kühnel an, dass kein einziges Exemplar im Orient gefunden wurde und auf keiner islamischen Miniatur oder Keramik die Darstellung eines Olifanten auftaucht. Selbst in den in der islamischen Kunst häufigen Jagdszenen kommt der als Jagdhorn verwendete Olifant Kühnel zufolge nicht vor, anders als die oft dargestellte Falkenjagd. Auch in der arabischen Literatur würden keine Hörner genannt. Dem hält Avinoam Shalem (2004) entgegen, dass etwa mit dem Wort būq (arabische Pluralformen abwāq und būqāt) konische Signaltrompeten bezeichnet wurden. Hinweise auf das Material Elfenbein gibt es jedoch nicht. Kühnels Aussage, im islamischen Raum sei kein Oliphant gefunden worden, versucht Shalem mit dem Verweis auf eine Publikation von 1976 zu begegnen, in der erstmals ein in der ostafrikanischen Swahili-Kultur verwendetes Elefentenhorn siwa beschrieben wurde. Das vom Ende des 17. Jahrhunderts stammende Exemplar soll angeblich die Kopie eines älteren Horns sein. Mit einer Naschī-Schrift auf dem Horn, die an Schriften aus der mamlukischen Zeit erinnert, möchte Shalem eine Verbindung zu den orientalischen Olifanten andeuten. Die sonstige Gestaltung und rituelle Verwendung ist jedoch bei den quer geblasenen afrikanischen Elfenbeinhörnern deutlich anders.
Zu den nicht gänzlich fehlenden, aber seltenen bildlichen Hinweisen auf außereuropäische Olifanten gehört eine koptische Darstellung vom Abstieg Christi in die Unterwelt, die als Relief auf einer Zedernholztafel erhalten ist. Die Tafel gehörte wohl zur Zwischentür an einer Kapelle in der koptischen Kirche al-Muʿallaqa (Hängende Kirche) in Al-Fustat (Alt-Kairo) und wird in die mamlukische Zeit (um 1300) datiert. Erkennbar sind zwei Figuren hinter Christus, die lange Hörner an dünnen Riemen am Körper tragen. Dass es sich hierbei um Elefentenhörner handeln dürfte, lässt sich mit biblischen Erzählungen untermauern. Aus dieser Darstellung folgert Shalem, Elfenbeintrompeten sollten bei den Christen in der Levante im 13. und 14. Jahrhundert bekannt gewesen sein. Bei der Verarbeitung von Elfenbein in Ägypten, im Besonderen von Elfenbein-Inkrustationen, erkannte bereits Ernst Grube (1962) eine durchgängige Traditionslinie vom 3. bis zum 12. Jahrhundert, auch bei Holzschnitzereien fand er keine Bruchlinie zwischen vorislamischen und islamischen Werken.
Shalem zählt zu den sarazenischen Olifanten nur solche mit spezifisch islamischen Motiven oder mit leichten Abwandlungen derselben. Die rund 30 Olifanten mit diesen Kriterien – also ein Drittel ihrer Gesamtzahl – teilt er abweichend von Kühnels Klassifizierung in drei Gruppen ein. Bei den Olifanten der dritten Gruppe mit lediglich drei Exemplaren fehlen als Besonderheit die beiden Querrillen für die Metallringe, an denen die Trageriemen befestigt werden konnten. Somit wurden diese Olifanten offenbar in den Händen oder eventuell an einem Kettchen, das mit Metallklammern befestigt war, getragen. Einer der drei Olifanten besitzt in der Reliefdekoration eine kufische Inschrift, weshalb diese Gruppe am ehesten in einem islamischen Land hergestellt worden sein könnte. In der ungelösten Streitfrage, ob es Werkstätten für die Herstellung von Olifanten gab und wo diese lagen, bekräftigt Shalem Kühnels Lokalisierung in Süditalien (Salerno, Amalfi) und hält es darüber hinaus für möglich, dass einige Olifanten in Kairo angefertigt wurden: entweder für das fatimidische Herrscherhaus oder für koptische Riten. Diskussionsstoff für die Zuordnung bot beispielsweise ein im Walters Art Museum in Baltimore aufbewahrter Olifant, dessen Herkunft von verschiedenen Autoren als fatimidisch-ägyptisch, italienisch oder byzantinisch eingeschätzt wurde. Mariam Rosser-Owen (2015) kritisiert Avinoam Shalems Theorie von in Kairo hergestellten Olifanten und hält sämtliche für europäisch.

## Elfenbeintrompeten in Afrika

### Überlieferung bis zum 16. Jahrhundert
Aus dem subsaharanischen Afrika sind keine archäologischen Belege für die Existenz von Elfenbeintrompeten vor dem 16. Jahrhundert bekannt. Die Annahme, dass Elfenbeintrompeten in Afrika bereits längere Zeit vor den ersten Nachrichten der europäischen Seefahrer und Reisenden Anfang des 16. Jahrhunderts über afrikanische Musikinstrumente in Gebrauch waren, bestätigt der marokkanische Reisende Ibn Battūta (1304–1368/1377). Er berichtet von solchen Elfenbeinhörnern (arabisch būq für konische Hörner), die er bei der Durchquerung vom heutigen Mali in der Sudanregion sah. Das Zeremonialorchester des Sultans von Mali, Sulaiman Kaita, bestand demnach aus Trommeln und Elfenbeintrompeten.
Der andalusische Gelehrte Muhammad asch-Schaqundī († 1231) nannte sie abū qurūn („Vater der Hörner“). Im Arabischen wurden Hörner (Büffelhörner oder Elfenbeinhörner) auch als qarn bezeichnet, speziell das konische Kriegshorn būq und die lange zylindrische Trompete nafīr.
Jedenfalls waren die arabischen langen Metalltrompeten im 14. Jahrhundert noch nicht bis südlich der Sahara vorgedrungen, weil Ibn Battūta sie ansonsten ausdrücklich benannt hätte, schließt K. A. Gourlay (1982). Der französische Musikethnologe André Schaeffner erwähnt in einem Aufsatz von 1950 Ibn Battūtas Schilderung aus dem 14. Jahrhundert und geht im nächsten Satz geschichtlich noch wesentlich weiter zurück, indem er darauf hinweist, dass auf ägyptischen Wandmalereien aus dem 2. Jahrtausend v. Chr. die einzigen Männer mit schwarzafrikanischem Aussehen entweder Musiker sind oder Elefantenstoßzähne tragen. Seit jeher seien Schwarzafrikaner im Ruf gestanden, sich der Musik zu widmen oder mit Elfenbein zu handeln, so fasst Schaeffner zusammen.
Einige europäische Reiseberichte überliefern wertvolle Informationen zur Verwendung und in seltenen Fällen auch zur Herstellung von Elfenbeintrompeten; sie sind jedoch wissenschaftlich nicht objektiv und entweder von unverblümt ausgedrückter heftiger Abneigung gegenüber afrikanischer Musik, von Neugier gegenüber derlei Kuriositäten oder manchmal auch von ernsthaftem Interesse geprägt.
Heinrich der Seefahrer (1394–1460), der Begründer der europäischen Entdeckungsfahrten, ließ Anfang des 15. Jahrhunderts Schiffe entlang der nordwestafrikanischen Küste bis zur Höhe des heutigen Sierra Leone vordringen. Der in seinem Auftrag segelnde venezianische Kaufmann Alvise Cadamosto überlieferte den Europäern im Schiffstagebuch seiner Reise von 1455, bei der er das Cap Vert umrundete, die ersten Kenntnisse über afrikanische Musikinstrumente. Auf Deutsch sind die Aufzeichnungen 1508 in der von Jobst Ruchamer herausgegebenen Sammlung Newe vnbekanthe landte Und ein newe weldte in kurtz verganger zeythe erfunden erschienen. Darin werden große Trommeln („grosse Bawcken“) und zweisaitige Fiedeln („Geygen“, die „aber nicht mere darin allein zwo Seyten“ haben) erwähnt. Von Blasinstrumenten ist nicht die Rede.

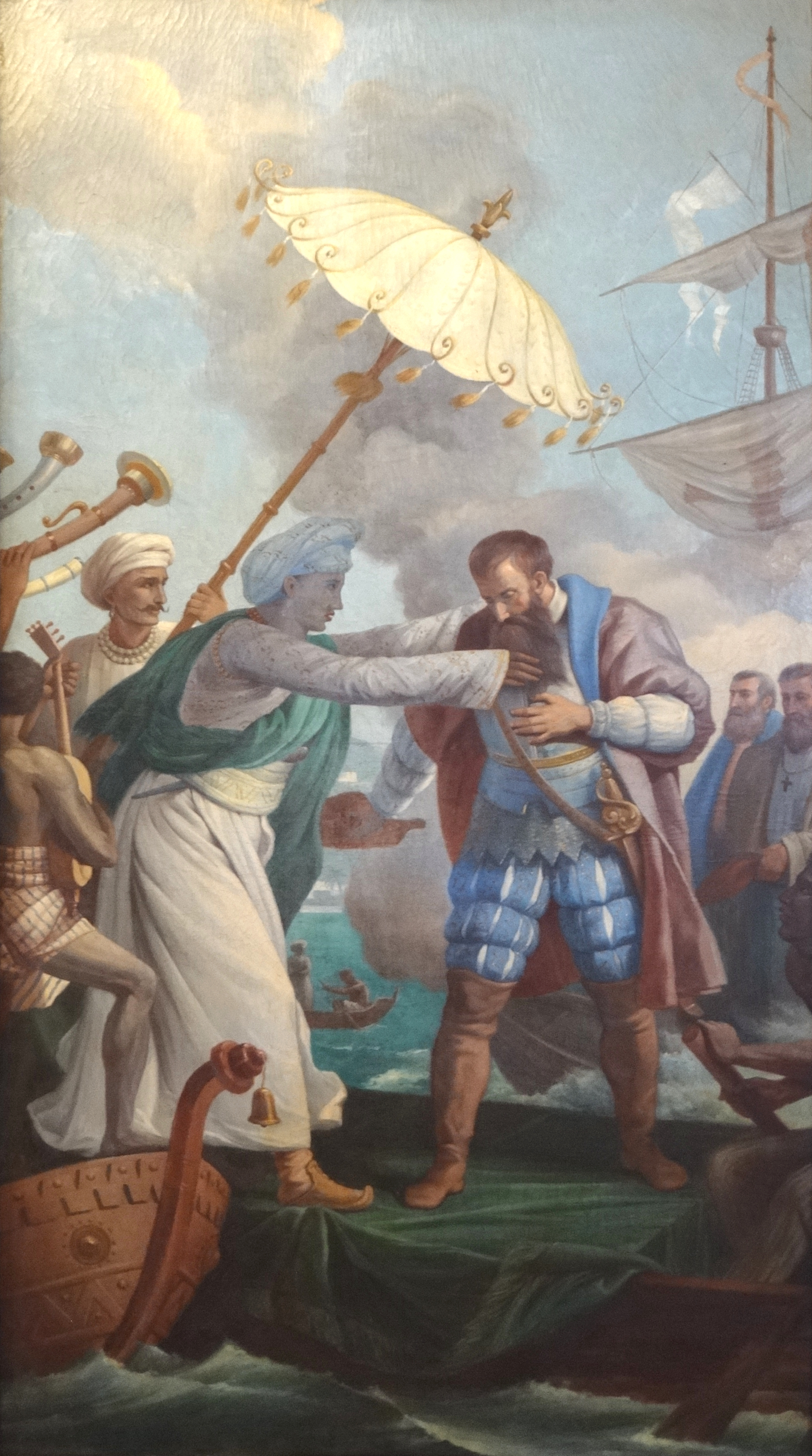
Vasco da Gama trifft den König von Malindi. Phantasiedarstellung eines Motivs aus Den Lusiaden von 1572. Bemaltes Wandpaneel im portugiesischen Kulturzentrum (Centro Cultural Português) in Santos, Brasilien, um 1900. Die Trompeten mit Schallbechern und Fingerlöchern sind ohne realen Bezug.

Der älteste Bericht über Blasinstrumente in Afrika südlich der Sahara stammt von Vasco da Gama, der bei seiner ersten Schiffsreise nach Indien am 2. Dezember 1497 in Mossel Bay östlich des Kaps der Guten Hoffnung von etwa 200 Afrikanern empfangen wurde. Vier oder fünf Afrikaner spielten unterschiedlich lange Blasinstrumente, während andere tanzten. Die Versammelten waren vermutlich Khoikhoi, die Rohrflöten bliesen. Als die portugiesischen Seefahrer auf ihrer Weiterfahrt die ostafrikanische Küste erreicht hatten, wurden sie am 15. April 1498 beim heutigen Malindi in Kenia vom König empfangen. Dabei ertönten mehrere, als anafil bezeichnete Blasinstrumente und zwei mannshohe Elfenbeintrompeten. Die anafil könnten Längstrompeten zur Unterscheidung von den seitlich angeblasenen Elfenbeintrompeten gewesen sein. Vasco da Gama erwähnt, die Trompeten seien passend zur Tonhöhe der anafil gestimmt gewesen. Daraus folgt, dass die verschiedenen Blasinstrumente zumindest teilweise zusammen ertönten. Die 21-bändige Allgemeine Historie der Reisen zu Wasser und zu Lande (1747–1774) beschreibt in Band 1 die musikalische Aufführung vor dem König von „Melinda“ (Malindi). Die anafil werden darin als Sagburs, „Posaune“, bezeichnet (im Englischen 1530 als sagbut belegt). Über die Elfenbeintrompeten heißt es: „Diese waren sehr artig gemacht, mit einem kleinen Loche in der Mitte, darauf sie bliesen.“ Die Herausgeber ergänzten den Satz mit einer Fußnote: „Diese Instrumente waren unseren deutschen Flöten ähnlich.“ Mit „deutsche Flöte“ (französisch flûte d' Alemaine 1514 und als flûte allemande ab 1702 belegt) ist die Querflöte gemeint. Die diversen Übersetzungen tragen nicht zur Klärung bei, welche Blasinstrumente genau Vasco da Gama zu hören bekam.
Wie einer der ersten deutschen Musiktheoretiker, Sebastian Virdung, sich in Musica getutscht und außgezogen (1511) allein über die europäischen Volksmusikinstrumente abwertend äußerte, so urteilte gut 100 Jahre später Michael Praetorius in Syntagma musicum, Band 2: De Organographia (1619), herablassend über die zwischenzeitlich von Reisenden mitgebrachten und in Europa bekannt gewordenen exotischen Musikinstrumente, um sie dennoch pflichtgemäß zu beschreiben, wie er in der Einleitung erklärt:

„So hab ich auch der Ausländischen/Barbarischen vnd Bewrischen Instrumenten/so zum theil in der Muscaw/Türcken vnd Arabien/zum theil in India vnd America/gebraucht werden/Abconterseyung mit hinzu setzen wollen / damit sie vns Teutschen / zwar nicht zum gebrauch/besondern zur wissenschaft auch bekannt seyn müchten.“

Im Anhang Theatrum Instrumentorum dieses Bandes ist auf Tafel XXX ein gebogenes Horn abgebildet mit der Zuschreibung „Indianisch Horn von Helfenbein“. Das an der Schallöffnung glatte Horn ist im mittleren Bereich polygonal gekantet und endet an der Spitze in einem Krokodilrachen, aus dem der Kopf eines Afrikaners mit Hut herausschaut. Die Anblasöffnung sitzt auf der Mitte der konkaven Seite wie die Luke eines U-Boots. Unabhängig von Herkunftsangaben wie „indianisch“, „türkisch“, „gotisch“ oder „altdeutsch“ lässt sich eine solche Kuriosität den afro-portugiesischen Elfenbeinschnitzereien zuordnen, die seit dem 16. Jahrhundert im Auftrag von portugiesischen Händlern in Westafrika hergestellt und nach Europa gebracht wurden, wo sie als prestigeträchtige Sammlerobjekte galten. Ein ähnliches quer geblasenes Elfenbeinhorn mit der Jahreszahl 1596 befindet sich im Weltmuseum Wien und ein weiteres aus der ersten Hälfte des 17. Jahrhunderts im Museum Fünf Kontinente in München.
Die ersten Beschreibungen von Musikinstrumenten einschließlich Elfenbeintrompeten in Zentralafrika gehen auf den portugiesischen Kaufmann und Seefahrer Odoardo Lopez zurück, der sich von 1578 bis 1588 im Königreich Kongo aufhielt. Seine Aufzeichnungen wurden von Filippo Pigafetta (1533–1604) ins Italienische übertragen und erschienen 1591 unter dem Titel Relatione del reame di Congo et delle circonvicine contrade, tratta dalli scritti e ragionamenti di Odoardo Lopez portoghese per Filippo Pigafetta. Eine englische Übersetzung aus dem Italienischen von Abraham Hartwell erschien 1597 in London. Bei der Beschreibung des Militärs der „Mociconghi“ (Bewohner des Königreichs Kongo) werden die für Kriegseinsätze notwendigen Klangwerkzeuge beschrieben: hölzerne Gefäßrasseln, die mit einer Membran verschlossen sind, Handstielglocken aus Eisenblech, die mit einem Holzstab geschlagen werden, und Elfenbeintrompeten. Letzteres „...ist ein ausgehöhlter Elefantenzahn, darin sie durch ein Loch in der Seite, wie eine Pfeife, blasen, welche eben so wohl klingend und kriegerisch anzuhören ist als das Horn.“ Der große Elefantenzahn gehörte den Kommandanten, die übrigen Instrumente verwendeten niedrigere Befehlshaber. Dass die Elfenbeintrompeten besonders groß waren, bemerkte der englische Reisende Andrew Battel (bl. 1589–1614), der in Angola, wo er in portugiesischer Gefangenschaft war, bei den Jaga (eine portugiesische Sammelbezeichnung für Ethnien in Südkongo und Angola) verschiedene Trommeln, Hörner und große Elfenbeintrompeten (ähnlich wie „Jagdhörner“) fand. Seine Erlebnisse wurden 1625 unter dem Titel The Strange Adventures of Andrew Battel of Leigh in Essex, sent by the Portugales prisoner to Angola, who lived there and in the adjoining regions near eighteen years veröffentlicht. Der Name des angolanischen Elfenbeinhorns sei ponga.

### Überlieferung aus dem 17. Jahrhundert

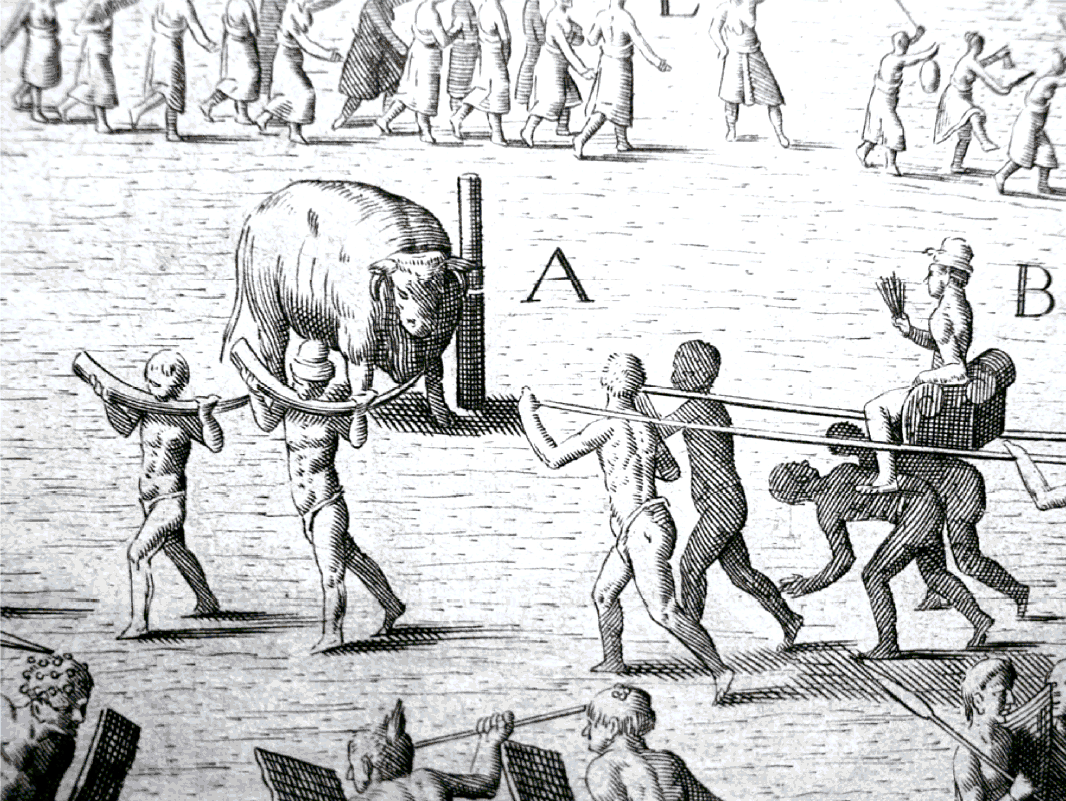
Zwei Elfenbeintrompetenbläser gehen dem Häuptling voraus zu einem Ritual, bei dem ein Büffel geschlachtet wird. Holzschnitt in Pieter de Marees, Beschrijvinghe..., 1602. Die Anblasöffnung in der Mitte statt in der Nähe des dünnen Endes ist zwar möglich, könnte aber auch ein Darstellungsfehler sein.

Die vermutlich ältesten Abbildungen von Elfenbeintrompeten finden sich in einem Reisebericht des niederländischen Kaufmanns Pieter de Marees von 1602, der an der Goldküste und über die Bucht von Benin bis Cap Lopez in Guinea unterwegs war. Einer der ganzseitigen Kupferstiche zeigt neben Trommeln, Glocken und Hörnern in der Mitte Elfenbeintrompeten. In Marees Werk ist auch ein Bericht enthalten, wie die Instrumente bei großen Festen der Adligen im Königreich Benin zeremoniell eingesetzt wurden.

#### Kongo und Angola
Der italienische Kapuzinermissionar Giovanni Antonio Cavazzi da Montecuccolo (1621–1678) war von 1654 bis 1669 in Angola und im Kongo tätig. Sein umfangreiches Werk mit über 900 Seiten über Land und Kultur dieser Region Istorica descrizione de’ tre regni Congo, Matamba et Angola erschien 1687 in Bologna, die deutsche Übersetzung Historische Beschreibung Der In dem vntern Occidentalischen Mohrenland ligenden drey Königreichen, Congo, Matamba, vnd Angola kam 1694 in München heraus. Enthalten ist ein Kapitel über die Musik (332. Von der Music/ vnd denen Täntzen der Mohren), in dem einige Musikinstrumente beschrieben werden, unter ihnen Trompeten aus Holz und Elfenbein, zu denen er bemerkt:

„Ihr Music desgleichen ist mehr ein Verstörung unseres Gemüths/ als ein wohl lautendes Gethön vnserer Ohren: Unter ihren musicalischen Instrumenten ist das vornehmste/ dessen sich die vornemhe Persohnen Herzlichkeit halber gebrauchen/ Apungù genandt/ so aus Holz/ vnd durchlöcherten Helffenbein/ als wie die Pfeiffen gemachet/ darauff von vilen zugleich gespillet wird / als wie auff der Trompetten-Marie in Europa; ... Von denen Portugesen alldorts hingebracht / so in dies Reich einige Majestät vnd Herzlichkeit eingeführet haben. Ein anderes Instrument/ daß nur geblasen wird/ sehr durchdringend/ vnd sirrend/ ist aus Gämhßhörnlein gemachet/ vnd dienet das Volck zu denen offentlichen Zusammenkünfften zu beruffen; dessen sich auch die Mohren zu ihrer Music gebrauchen/ welches aber mehr die angestimbte Meloden zu verderben/ als zu befördern hilffet.“

Cavazzi benennt hier statt ponga das Elfenbeinhorn mit apungù, andernorts mit mbungo, pungo oder bungo. Ähnlich klingende Namen in anderen Quellen für Hörner in Angola sind apunga, pongos, rongo und im Kongo boonzu, mpongi und bongo. Die Namen ponga und apunga waren offenbar noch im 19. Jahrhundert geläufig, denn sie werden für Angola in Carl Engels Musikinstrumentenkatalog von 1874 erwähnt. Engel beschreibt die Elfenbeintrompete als populäres Blasinstrument von Senegambia über Zentralafrika bis Ostafrika.

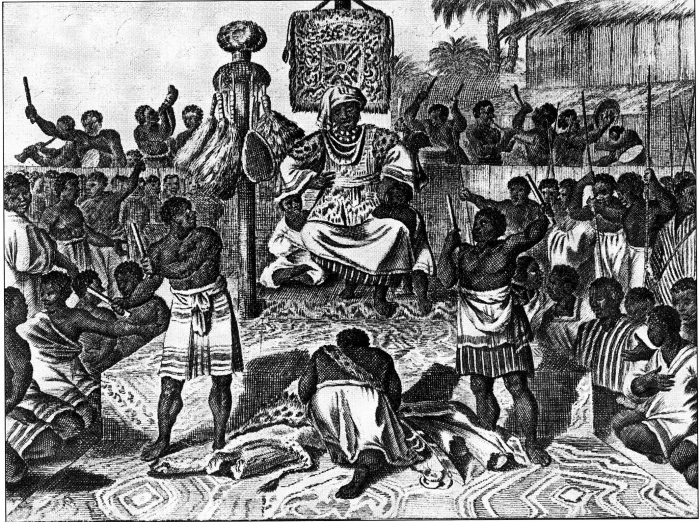
Audienz beim König von Königreich Loango im Kongo, der nach europäischem Vorbild auf einem Podest mit einem darüber ausgelegten Teppich sitzt. Links im Hintergrund Musiker mit Hörnern und Trommeln. Kupferstich in Olfert Dapper, 1668, Kapitel Nieder-Etiopien, S. 525.

Der in Holland geborene Arzt Olfert Dapper (1636–1689) verfasste ein umfangreiches Kompendium über den afrikanischen Kontinent, das 1668 in niederländischer und 1670 unter dem Titel Umbständliche und eigentliche Beschreibung von Africa in deutscher Sprache erschien. Neben detaillierten kartographischen Angaben wird neben anderen Themen auch das höfische Zeremoniell einiger Königreiche beschrieben. Auf einem der enthaltenen Kupferstiche, der die Beschreibung der Machtdemonstration eines Königs im Kongo illustriert, ist hinter dem Königsstuhl ein Orchester zu sehen, das mit Elfenbeintrompeten, hölzernen Röhrentrommeln und kleineren Rahmentrommeln musiziert. Zu den Hörnern schreibt Dapper wohlwollend:

„Sie seien so tief ausgehöhlet, als es möglich ist, mit einem Loche am eusersten ende des Hohlen, das ohngefehr anderthalben oder zwee Daumen breit ist. Solcher Hörner findet man große und kleine. Ein iedes nach dem maße, den Klang wohl zu bilden: und sie geben wan ihrer achte oder zehen zugleich geblasen werden, keinen unangenehmen Klang.“

Eine Reihe von Elfenbeintrompeten unterschiedlicher Größen und Tonhöhen wurden demnach als Melodieinstrumente eingesetzt, wie etwa bis mindestens Mitte des 20. Jahrhunderts im Nordosten des Kongo mehrere agolora genannte Einton-Kalebassentrompeten analog einer Panflöte Melodien spielten.
Cavazzi erwähnt den portugiesischen Einfluss auf die höfische Musik in Angola und im Kongo. Dieser ist auch bei Dapper im Text und auf manchen Illustrationen des Amsterdamer Zeichners und Kupferstechers Antonie van Zylvelt (1640–1695) erkennbar. Auf der Darstellung einer Krönungszeremonie in „Nieder-Etiopien“ (Königreich Kongo) ist in der Bildmitte ein mit weichen Stoffen überzogener leerer Sessel zu sehen, der auf einem mit einem gemusterten Teppich belegten Podest steht; auf der rechten Seite flankiert von Musikern, die kräftig in Hörner („Schalmeyen“) blasen, und links einer Gruppe von Würdenträgern. Dapper schreibt hierzu (S. 564):

„Da wird auf einen großen Samtenen Lehnstuhl/ davor man ein köstliches Pruncktuch ausgebreitet/ eine Krohne/ mit Gold/ Seide/ und Silberdrahte durchwürcket/ mit drey güldenen Armringen/ ohngefehr einen Finger dicke/ und einen Samtenen Beutel/ darinnen ein Ablaßbrief des Pabstes/ mit etlichen Vergünstigungen/ die dem künftigen Könige zu thun frey stehen/ stecket/ niedergelegt.“

Dass diese Hörner längs geblasen werden und ein Trommler mit zwei Stöcken spielt, zeigt den Einfluss europäischer Militärkapellen, die damals zu den Schiffsbesatzungen gehörten. Ansonsten wurden in den Königreichen im Kongo und in Angola bei zeremoniellen Anlässen quer geblasene Elfenbeintrompeten verwendet, was auch aus anderen Quellen des 17. Jahrhunderts hervorgeht, Der italienische Kapuzinermissionar Girolamo Merolla da Sorrento († 1697) wirkte 1682 bis 1688 im Kongo und veröffentlichte über seinen dortigen Aufenthalt 1692 in Neapel das Werk Breve, e Succinta Relatione del viaggio nel Congo nell’Africa Meridionale. Darin sind vier Seiten über die Musik und ein Kupferstich enthalten, der außer einem Xylophon und einer Bogenlaute einen sitzenden Musiker zeigt, der ein Horn in Längsrichtung bläst und dabei eine Hand in das untere Ende hält, wohl um als eine Art Stopfen mehrere Töne zu erzeugen. Der Autor betont die besondere Bedeutung der als „sehr vornehm“ geltenden Elfenbeintrompeten, deren Namen er mit epūgu angibt. Epūgu oder epungu ist mit dem bei Cavazzi vorkommenden Wort npungù sprachverwandt. An anderer Stelle nennt Girolamo Merolla die Elfenbeintrompete embuchi, ein Name, der wie die Schreibweisen in sonstigen Quellen, embuci und embukhi, wohl von französisch embouchure („Mundstück“) abgeleitet ist. Vier oder sechs Elfenbeintrompeten wurden Girolamo Merolla zufolge zusammen gespielt. Die Sere, eine kleine Ethnie im Nordosten der Demokratischen Republik Kongo nannten ihre Elfenbeintrompete epange. Sie besitzt an der Seite ein geschnitztes Mundstück und ein mit Rindenstreifen und Tierhaut verlängertes unteres Ende.

#### Westafrika
In der historischen Region Oberguinea verfolgten im 17. Jahrhundert neben den Portugiesen mehrere mittel- und nordeuropäische Länder wirtschaftspolitische Interessen und gründeten eine Reihe von rivalisierenden Handelsstützpunkten entlang der Küste. Im Auftrag der Dänischen Westindien-Kompanie reiste der aus Hamburg stammende Prediger Wilhelm Müller (1633 – nach 1673) nach Westafrika. Über seinen Aufenthalt im Königreich Fetu im heutigen Ghana von 1661 bis 1669 berichtet er in Die Africanische auf der Guineischen Gold-Cust gelegene Landschafft Fetu, 1673 in Hamburg erschienen. Im dritten Teil („Vom Weltlichen Stande“) schildert er seine förmliche Audienz beim König von Fetu, bei der „ein grosser Hauffe seiner Weiber und Auffwarter“ herumstanden. Es wurde Palmwein gereicht und „so offt der König tranck / wart die Trummel gerühret / auf Elefanten-Zähnen geblasen.“ Ein Kupferstich von Joachim Wichmann mit der Musikgruppe im Hintergrund illustriert die Szene. Müller führt weiter aus, dass es große und kleine Elfenbeintrompeten gab und diese zusammen mit Trommeln und klöppellosen Glocken (vgl. Gankogui) Tag und Nacht am Königshof hätten erklingen müssen. Bei Kriegseinsätzen seien eine andere Trommel und eine andere Trompete namens abèng (Twi-Sprache, wohl ein Tierhorn gemeint) verwendet worden.
Der Franzose Nicolas Villault de Bellefond, von dem keine biografischen Angaben bekannt sind, hielt sich um diese Zeit ebenfalls im Gebiet von Ghana auf, 1666 und 1667 war er in Guinea. Seine Erlebnisse erschienen unter dem Titel Relation des costes d'Afrique, appellées Guinée; avec la description du pays 1669 und wurden in Auszügen 1749 auf Deutsch im Band 4 der Allgemeinen Historie der Reisen zu Wasser und zu Lande wiederveröffentlicht. Im Kapitel „Ihre Lustbarkeiten, ihr Tanzen und ihre Musik“ wird eine Siegesfeier von König Fetu in Cape Coast (Ghana) beschrieben.

„Den 26. April 1667 wurde zu Cape Corse von des Königs Fetu von Eydame, der daselbst wohnte, das Gedächtniß von einem Siege gefeiret, den er über den König von Akkani, und Herren von Abramo erhalten hatte... . Bey dieser Gelegenheit gab der Fürst dem Volke ein großes Fest, welches den ganzen Tag dauerte, ... Villault, der gegenwärtig war, berichtet, es wären sein Trummelschläger, funfzehn bis sechzehn Trompeter oder Hornbläser, und ungefähr ein Dutzend von seinen Weibern vorhergegangen, und auf sechzig Sklaven ihm gefolget,...“

Unter König Ludwig XIV. (reg. 1643–1715) bemühte sich Frankreich verstärkt, Handelsbeziehungen mit westafrikanischen Reichen herzustellen. Einige Franzosen unternahmen primär zu diesem Zweck längere Reisen. Zu diesen Handelsreisenden gehörte Jean Barbot (1655–1712), der als Agent der Senegalkompanie zwischen 1678 und 1689 im Gebiet von Sierra Leone und Ghana unterwegs war. In diesem Auftrag besuchte Barbot 1682 auch die dänische Festung Christiansborg, die hauptsächlich dem Sklavenhandel diente. Dort wurde Barbot „von den Negern auf Unkosten des dänischen Generals belustiget.“ Die Einheimischen mussten im Garten der Festung eine Art Kriegsspiel aufführen und nach diesem „Lustscharmützel...fing ein musikalisches Concert nach Art der Schwarzen an.“ Barbot lässt eine Aufzählung der eingesetzten Musikinstrumente folgen. Auf der dazugehörenden Tafel „Musicalische Instrumente an der Gold-Küste“ sind dieselben abgebildet, darunter links oben zwei unterschiedlich große, mit typischen Zickzack- und Flechtbändern verzierte Hörner, mehrere Röhrentrommeln, die mit zwei Stöcken geschlagen werden, mehrere Handstielglocken, Klappern und eine Brettzither.
Jacques Barbot (um 1650 – um 1700), ein älterer Bruder Jean Barbots, war im Auftrag englischer Händler im heutigen Nigeria unterwegs. Über seine Seereisen verfasste er 1698 einen Bericht, der anderen Sklavenhändlern eine Vorstellung von Afrika vermitteln sollte. Der Bericht wurde 1732 zusammen mit den Aufzeichnungen seines Bruders veröffentlicht und findet sich in Theophil Friedrich Ehrmanns Geschichte der merkwürdigsten Reisen, Band 12, von 1794. Darin wird der Einsatz von Elfenbeintrompeten als Signalinstrument bei Handelsvereinbarungen zwischen Afrikanern und Europäern erwähnt:

„Endlich brachte man die Sachen zur Richtigkeit, und der König befahl, der Ausrufer sollte die Erlaubniß zum Handel bekannt machen. Dies geschah mittelst Trompeten von Elefantenzähnen, wie auf der Goldküste. Der Ausrufer bekam sechzehn Kupferringe für seine Bemühung.“

Ein weiterer Bericht im Umfeld des Sklavenhandels stammt von einem Seefahrer namens Thomas Phillips, über den keine Lebensdaten bekannt sind. Er war der Kapitän eines Schiffes, das in den Jahren 1693 und 1694 von England aus nach Liberia („Cape Monseradoe“) und die Guineaküste entlang bis zum Königreich Dahomey fuhr. Über seinen Empfang im Sklavenhandelsstützpunkt Elmina im heutigen Ghana schreibt er in A journal of a voyage, erstmals veröffentlicht 1732:

„Nachdem man nun Sitze und Getränke gebracht, so kam bald darauf die Musik, welches drey Schwarze waren mit eben so vielen hohlen Elephantenzähnen, durch welche sie ein erschreckliches Gebrülle machten, und sie wurden von einem anderen accompagnirt, der ein hohles Stück Ertz mit einem Stecken schlug.“

Mit Letzterem ist eine Stielhandglocke aus Eisenblech gemeint, die als Signalinstrument und in der Musik üblicherweise als Taktgeber fungiert, jedoch keine „Kesselpauke“, wie der Herausgeber in der Fußnote erklärt.

### Überlieferung aus dem 18. Jahrhundert
Der Franzose André Brue (1654–1738) unternahm Ende des 17. und Anfang des 18. Jahrhunderts für die Senegalkompanie mehrere Handelsreisen zu den französischen Besitzungen an der Oberguineaküste, bei denen es um den Erwerb von Sklaven, Elfenbein und gewisse Gegenstände aus Silber (ein silbernes Horn, „Makaton“, zur Aufbewahrung kleiner wertvoller Dinge) ging. Sein Reisebericht erschien in fünf Bänden 1728 in Paris. In der Allgemeinen Historie (Band 2, 1748) heißt es zur Musik und dem Handel mit Elefantenzähnen in Senegambien:

„Die Schwartzen von Galam und an der Gambia, und überhaupt an allen Orten, wo es viele Elephanten giebt, haben eine Art von Trompeten, aus kleinen Elephantenzähnen, welche sie aushöhlen und in- und auswendig solange schaben, bis sie ihre gehörige Dicke haben. Sie machen sie von verschiedener Größe, damit sie verschiedene Arten von Schalle hervorbringen können. Doch machen sie nichts als ein verwirrtes Geräusch, weil sie einen rauhen und stumpfen Ton geben.“

Ausführlich beschreibt der vier Jahre im Dienst der Niederländischen Westindien-Kompanie reisende Holländer Willem Bosman (* 1672) in Nauwkeurige Beschrijving van de Guinese Goud-, Tand- en Slavenkust (1704) seine Erlebnisse an der Guineaküste. Die deutsche Übersetzung seines in 22 Briefe gegliederten Werks Reyse nach Guinea, oder ausführliche Beschreibung dasiger Gold-Gruben / Elephanten-Zähn und Sclaven-Handels / nebst derer Einwohner Sitten / Religion / Regiment / Kriegen / Heyrathen und Begräbnissen... folgte 1708. Bosmann äußert sich zu Gesellschaft und Kultur der Einheimischen und erkennt eine fünffach abgestufte soziale Gliederung mit den Königen zuoberst, gefolgt von den sonstigen Oberhäuptern. An dritter Stelle folgen die Adligen, darunter die Bauern und Handwerker und an fünfter Stelle schließlich die Sklaven. Für die Mitglieder der dritten Stufe, die sich „...entweder durch Erbschafften oder handeln grosses Vermögen erworben haben“, spielt das Vermögen und besonders der Besitz von Elfenbeinhörnern eine große Rolle:

„Derjenige nun / so sich von andern hervorthun will / kauffet achte von den größten Elefanten-Zähnen / lässet Hörner und Zincken davon machen / und die Seinigen nach Landes Gewohnheit darauff allerhand Lieder spielen lernen / da nunmehro sie einige Fertigkeit darinne erlanget / lässet ers allen seinen Freunden und Benachbahrten anmelden / daß er öffentlich gesonnen sey / die Hörner zu probiren / jene stellen sich gantz williglich ein / und bringen einige Tage mit einander durch; als denn befihlet er, daß seine Frau und Sclaven herbeykommen sollen / in ihrem grösten Schmuck / daß aber dieses so viel ahnsehnlicher sey / leihet er viel Gold und Corallen zusammen... Nach Endigung dieses Festins ist ihm erlaubet auf seinen Zincken für seine eigene Lust zu spielen / welches kein ander sich unterstehen darff / der nicht zum wenigsten auf itzt bemeldte Art die Vergönstigung erhalten / sondern muß / wenn er zu seiner Lust Zincken brauchen will / von andern dieselbige lehnen.“

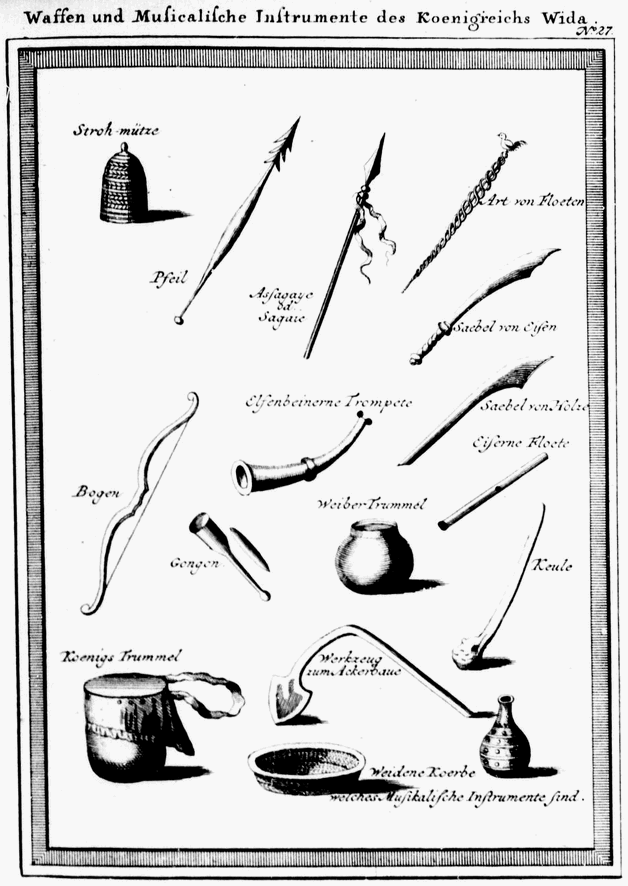
Waffen und Musikinstrumente des Königtums von Ouidah in: Voyage du Chevalier Demarchais en Guinee,...(1731). Kupferstich von K. de Putter

Wenig später wendet sich Bosman allgemeiner der Musik und auch der Beschaffenheit der Elfenbeintrompeten zu, woraus sich schließen lässt, dass unterschiedlich große Trompeten mit verschiedenen Tonhöhen mehrstimmig zusammengespielt wurden:

„Was ihre Seitenspiele und musicalische Instrumente anbelanget / sind selbige durchgehends von sehr unangenehmen und widerlichem Gelaute: die vornehmsten sind die Zincken / … welche aus Elephanten Zähnen gemacht / bisweilen mehr als 30 lb schwer seynd / oben auf lassen sie das Bild von einem Menschen oder Thier stechen / wiewol so undeutlich / daß man Mühe hat zu unterscheiden / ob es ein Thier oder Mensch seyn soll. An dem grossen Ende hangen einige Bänder mit Schaffs oder Hühner Blut schwartz gemacht / an dem andern aber findet sich ein viereckigtes Loch / dadurch sie blasende eine unliebliche Music machen; jedoch nehmen sie den Thon und Tact wohl in acht / ja sie verändern auch denselben nach eigenem Gefallen; bisweilen spielen oder blasen sie auch einige Arien auf diesen Zincken / welche wie unangenehm sie auch lauten / dennoch gar wohl könnet gehöret werden / so daß es nicht nöthig sey die Ohren zu zustopffen.“

Die von Bosman thematisierte Bedeutung der Elfenbeintrompeten als Statussymbol kommt auch in dem als Anhang in Bosmans Buch beigefügten 21. Brief zum Ausdruck, der von einem anderen Holländer im Dienst der Westindien-Kompanie namens David van Nyendael (1667–1702) verfasst wurde. Nyendal sah um 1700 im Königreich Benin in den Ahnentempeln der Könige große Elefantenstoßzähne aufgestellt: „Hinter einem weissen Vorhang zeigten sich eillf Menschen Häupter von Meßing / Elefanten-Zahn tragend [denen der] König an statt eines Götzen dienen muß.“ Die Stoßzähne waren auf Bronzeköpfe aufgesteckt und dienten als Würdezeichen des sakralen Königtums. Den Bezug zum Königtum stellt auch der französische Kartograf und Kapitän eines Sklavenschiffs, Renaud Desmarchais (Chevalier des Marchais, † um 1728) her, der zwischen 1725 und 1727 die Oberguineaküste befuhr. Er hinterließ Karten und schriftliche Aufzeichnungen, die postum 1731 in Paris von Jean-Baptiste Labat in vier Bänden unter dem Titel Voyage du Chevalier Demarchais en Guinee, iles voisines, et a Cayenne, fait en 1725, 1726, et 1727 herausgegeben wurden. Auf Deutsch erschien das Werk gekürzt in der Allgemeinen Historie der Reisen 1741. Den Ablauf einer Krönungszeremonie im Königtum von Ouidah (Whydah) schildert er so:

„Der König von Whydah hat unter seiner Kammermusik eine Art von Kesselpauken, ... Ein jeder Pauker hat nur eine, die ihm aber nicht um den Hals, sondern von dem Dache der Kammer an Seilen herabhängt. Die Trompeten, deren sie sich bedienen, sind von Elfenbeine, von verschiedener Länge und Breite. Sie können eher Hörner genennt werden, und klingen fast wie diejenigen, deren sich die französischen Kuhhirten, und die Schweinschneider in England bedienen. Es ist viel Arbeit an einem von diesen Instrumenten, und es gehöret viel Zeit dazu, dieses zu machen. Diese Trompeten geben einen verschiedenen Ton; es ist aber keiner harmonisch genung, daß man ihn musikalisch nennen könnte,“

Auf dem dazugehörenden Kupferstich sind die Musikinstrumente und Waffen des Königs von Whydah dargestellt: Keule, Säbel, Pfeil und Bogen, eine Querflöte aus einem Eisenrohr, Trommeln, eine Stielhandglocke und in der Mitte eine Elfenbeintrompete, die einen dicken Wulst in der Mitte und zwei hervorstehende Kugelformen am schmalen oberen Ende besitzt. Der Kupferstecher war offenbar der fälschlichen Annahme, das Horn werde längs geblasen und sei eine Art Schalmei, die eine Verbreiterung an der Anblasöffnung braucht. Diese Darstellung wurde im Verlauf des 18. Jahrhunderts in einigen weiteren Büchern übernommen.

### Überlieferung aus dem 19. Jahrhundert

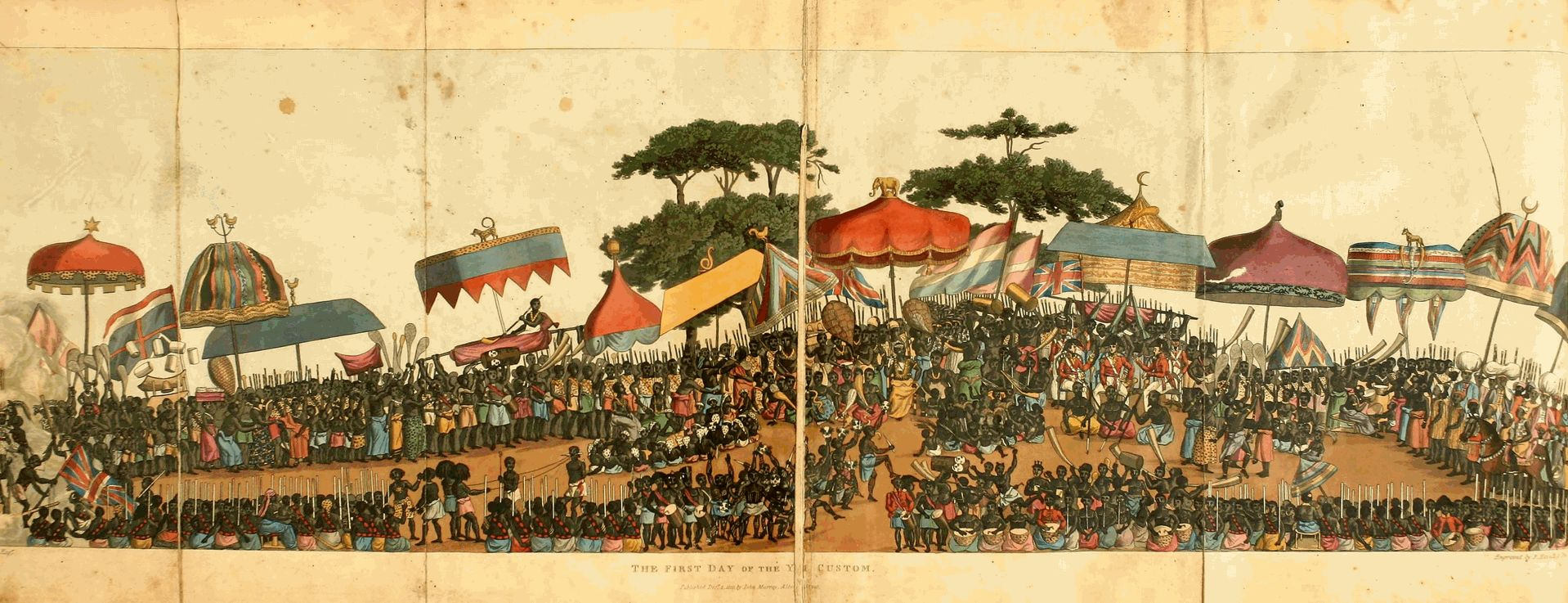
Yams-Zeremonie beim König von Aschanti in Kumasi mit vielen Musikern, die Elfenbeintrompeten, Trommeln und Handglocken spielen. Aquarell von Sarah Wallis, 1819

Der schottische Afrikareisende Mungo Park (1771–1806) fand auf seiner letzten Reise 1805 von Gambia an der Atlantikküste ins Landesinnere nach Osten und den Niger flussabwärts Elfenbeintrompeten bei den Mandinka nördlich des Flusses. Der Franzose René Caillié (1799–1834), der von 1824 bis 1828, als er Timbuktu erreichte, teilweise in derselben Region wie Mungo Park unterwegs war, hörte jedoch eine Gruppe von 20 Musikern, die nicht auf quer angeblasenen Holztrompeten spielten. Um diese Zeit war der englische Abenteurer Thomas Edward Bowdich (1791–1824) in Ghana unterwegs, wo er im Auftrag einer Handelsgesellschaft den König des Aschantireichs in Kumasi besuchte. In seinem 1819 in London veröffentlichten Bericht Mission from Cape Coast Castle to Ashantee, der mit farbigen Aquarellen seiner ihn begleitenden Ehefrau Sarah Wallis illustriert ist, schildert er die jährliche Yams-Zeremonie (Erntedankfeier), an der eine große Zahl von Musikern mit Trommeln, Handglocken und Elefantentrompeten einen wesentlichen Anteil hatten. Ein Aquarell stellt die um den in einer Sänfte empor gehaltenen König auf einem weiten Platz versammelte Menschenmenge plastisch dar. Einige Trommeln sind mit den Schädeln erschlagener Feinde behängt. Die Trompeten erscheinen auf dem Bild teilweise quer und längs angeblasen, wobei letzteres eine ungenaue perspektivische Darstellung sein dürfte. In einem eigenen Kapitel zu der als wenig harmonisch empfundenen Musik beschreibt Bowdich ausführlich das Aussehen und die Funktion der Musikinstrumente. Die Elfenbeintrompeten waren demnach sehr groß, laut klingend und wurden von den Häuptlingen verwendet, die mit Tonsignalen Sprachbefehle an die Soldaten übermittelten. Eine Tonfolge der Hörner bedeutete: „Oh Sai, großer König! Ich lobe dich überall, oder über alle Maßen.“
Ab den 1830er Jahren waren methodistische Missionare in Liberia aktiv. Auf ihre Sammlertätigkeit lassen sich einige Elfenbeintrompeten eines bestimmten liberianischen Typs aus der ersten Hälfte des 19. Jahrhunderts zurückführen, die sich in Museen in den Vereinigten Staaten befinden. Die Erstbezeichnung dieser einst lokalen Häuptlingen gehörenden Trompeten lautet „(African) war horn“; so beispielsweise im Arbeitsbericht einer amerikanischen Missionsgesellschaft von 1833. Bei einem Objekt, das sich heute im Peabody Museum der Universität Harvard befindet, lässt sich die Herkunft genau zurückverfolgen, denn auf einem alten Etikett heißt es: „Kriegshorn, verwendet vom Bassa-Stamm und von ihnen nach ihrem Angriff auf die Siedler der Bassa Cove-Kolonie in Afrika 1835 auf dem Schlachtfeld zurückgelassen“. Ferner ist vermerkt, dass ein Arzt und Journalist, der im Auftrag der American Colonization Society 1834 und 1835 Liberia besuchte, die Trompete zunächst dem Peale Museum in Philadelphia schenkte. Mit einem Teil von dessen Sammlung gelangte sie Ende der 1840er Jahre ins Boston Museum und 1899 an ihren heutigen Aufbewahrungsort. Die charakteristischen Merkmale dieses Elfenbeintrompetentyps sind ein erhabenes rautenförmiges Anblasloch nahe am oberen Ende, das als knopfförmige Verdickung gestaltet ist. Gegenüber dem Anblasloch befindet sich an der Außenseite ein länglicher Henkel. Der obere Bereich ist durch umlaufende geometrische Reliefbänder verziert.
In der zweiten Hälfte des 19. Jahrhunderts waren auch einige deutsche Forschungsreisende in Afrika unterwegs, darunter die Teilnehmer der deutschen Loango-Expedition, die – von der Deutschen Gesellschaft zur Erforschung Aequatorial-Africas ausgesandt – 1873 bis 1876 das Königreich Loango in der heutigen Demokratischen Republik Kongo besuchten und ihren Reisebericht 1879 veröffentlichten. Einer der Teilnehmer, Eduard Pechuel-Loesche, gibt den Namen der Elfenbeintrompeten mit mpundschi (Plural simpundschi; Kikongo, nach anderer Quelle mpungi für alle Naturtrompeten) an und bestätigt die häufig zuvor und danach von weiteren Reisenden im Verlauf des 19. Jahrhunderts getroffene Feststellung, dass die Elfenbeintrompeten eine herausragende kulturelle Bedeutung haben und nur selten bei besonderen zeremoniellen Anlässen eingesetzt werden: „Die Elfenbeinhömer sind kostbare, hoch in Ehren gehaltene, meist uralte Instrumente, die sorgsam umwickelt und eingehüllt aufbewahrt werden.“ Entgegen vielen anderen Afrikaforschern gefiel Pechuel-Loesche die einfache Form der Mehrstimmigkeit, wenn in Loango vier unterschiedlich große Hörner zusammen eine Melodie produzieren: „Die besten Spiele von je vier Hörnern klingen ziemlich gut zusammen, so dass ihre Bläser, wenn gut eingeübt, zwar barbarische, aber immerhin wuchtige, manchmal fast grossartig wirkende Tonstücke hervorbringen können.“ Später ergänzt er und meint „... dass nur das grosse Haupthorn wacker am Thema festhielt, während die übrigen Hörner gelegentlich absprangen und dazwischen dudelten. ... Die Musikanten waren mit sich sehr zufrieden, obschon sie manchmal tüchtig daneben geblasen hatten.“

### Magische Aspekte

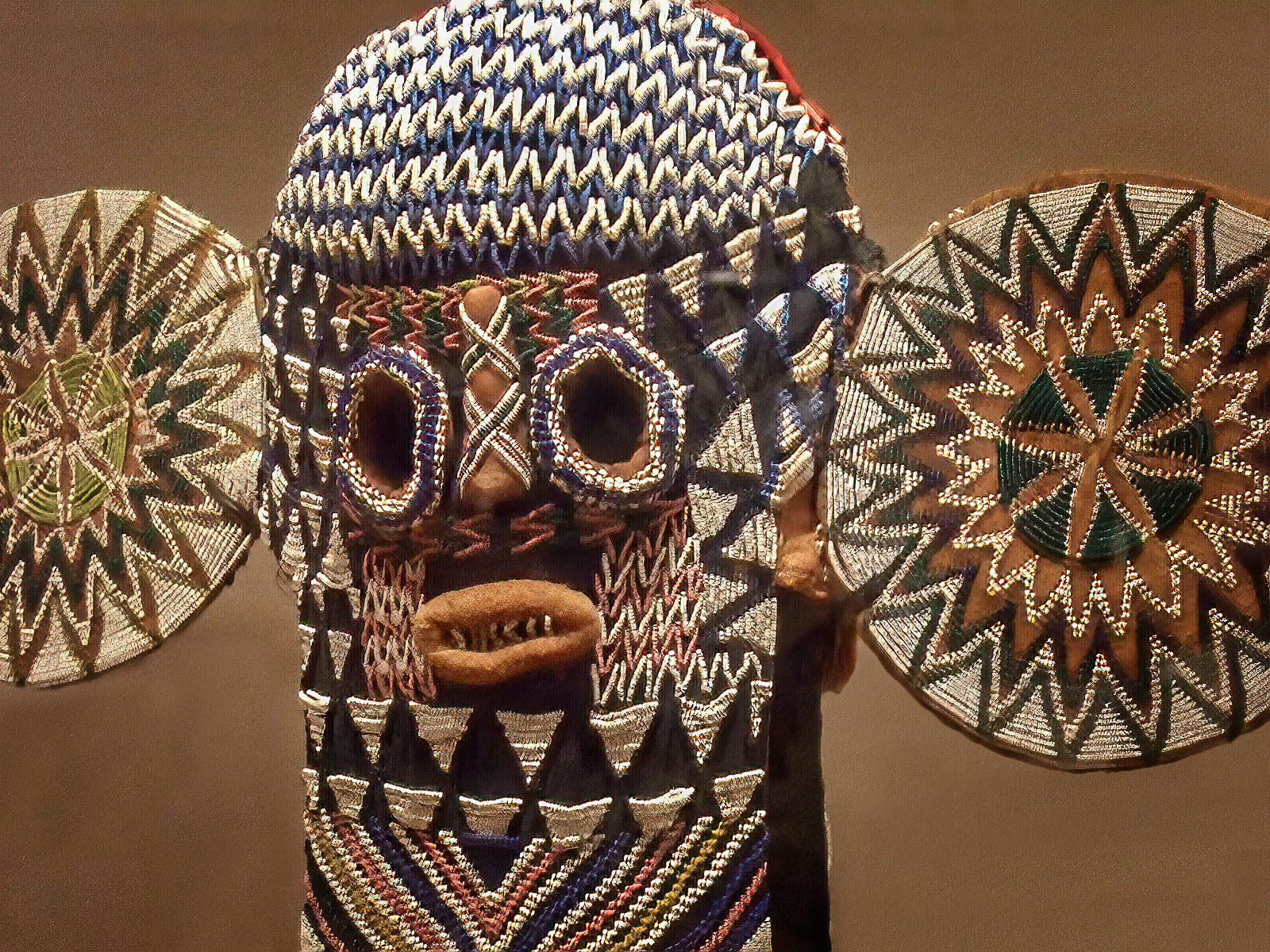
Elefantenmaske, die bei den Bamileke im Kameruner Grasland unter anderem bei Erntefesten, der Beerdigung einer bedeutenden Persönlichkeit oder der Inthronisation eines Königs getragen wurde. Palmblattfasern, Baumwollfäden und Glasperlen, 1910–1930.

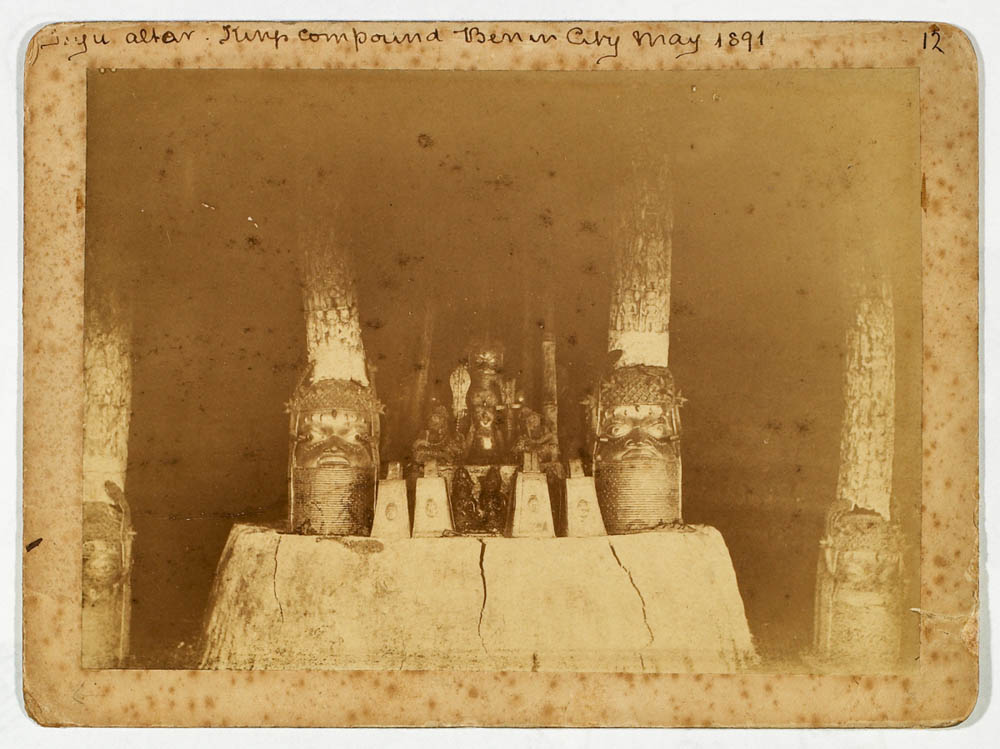
Aus Lehm gebauter Ahnenaltar im Palast der Oba in der Stadt Benin mit Ahnenfiguren aus Messing und geschnitzten Elefantenstoßzähnen. Foto des britischen Händlers Cyril Punch von 1891.

Die Rolle der Elfenbeintrompeten als Insignien des Königs, lautstarke Musikinstrumente bei staatlichen Zeremonien und als Signalinstrumente bei der Kriegsführung steht in einem größeren Zusammenhang mit der symbolischen Bedeutung der Wildtiere für die Ritualpraxis afrikanischer Gesellschaften und im Besonderen für das sakrale Königtum. In den afrikanischen Kosmogonien übernehmen häufig Tiere eine unterstützende Funktion bei der Erschaffung der ersten Menschen; so kommt etwa der Gründer der Loango-Königsdynastie, der Sohn des Urvaters Nkongo (oder Nkungu) auf einem Elefanten reitend aus dem Meer. Dieses Meer dürfen die Loango-Könige niemals erblicken. Dagegen werden Tiere in den afrikanischen Religionen kaum direkt kultisch verehrt. Stattdessen sind Tiere als Repräsentanten bestimmter kultureller Normen gegenwärtig, manche Tiere gelten auch als Vermittler zu den Ahnen in der jenseitigen Welt, die starken Einfluss auf die hiesige Welt nehmen. Die Tiere, denen eine magische Bedeutung zugesprochen wird, sind Wildtiere, besonders Großkatzen, Antilopen, Elefanten, Krokodile und Schlangen. Sie gehören zur wilden, gefährlichen und unbeeinflussbaren Natur außerhalb des Dorfes. Haus, Familie, Dorf und Haustiere stehen dazu im Gegensatz, letztere können aber zu Stellvertretern der Wildtiere werden, da sie als domestizierte Formen mit ihnen seelenverwandt sind.
Gefährlich in den traditionellen Naturvorstellungen ist nicht nur der räumliche Übergang von drinnen (im Dorf, bekannt) nach draußen (in die Savanne, unbekannt), sondern auch die gesellschaftliche Statusänderung, wozu der Übertritt in eine andere Altersstufe gehört. Ein Übergangsritual soll für einen neuen Zustand der Ordnung sorgen. Symboltiere spielen oder spielten in manchen Übergangsritualen eine Rolle, darunter bei Initiationszeremonien (mythischer Tod des Initianden mit anschließender Rückkehr in die hiesige Welt), den Einweihungsriten in Geheimbünde und den Krönungszeremonien der Herrscher. Die partielle Gleichsetzung von Teilnehmern an diesen Ritualen mit dem spezifischen Wildtier wird durch Verkleidung, Maskierung und Ausstattung mit Teilen des Tierkörpers (Felle, Klauen, Zähne) symbolisiert. In einem sakralen Königtum verfügt der König nicht nur über weltliche Macht, sondern auch über magische Fähigkeiten, um die Bedrohungen durch die Wildnis und durch andere fremde Einflussnahme fernzuhalten. Wildtierrepräsentationen gehören zu den Insignien des Königs und stellen seine Macht dar.
Bei Initiationen verschlingt das mythische Tier den Initianden und gebiert ihn schließlich wieder. Die Bwami genannte Initiationsgesellschaft der Lega im Osten der Demokratischen Republik Kongo beruft sich beispielsweise auf mythische Erzählungen vom Elefanten, der während der Initiation in den höchsten Grad der Gemeinschaft in verschiedenen Objekten aus Elfenbein symbolisiert wird. Kultisch verwendet werden Masken aus Elfenbein und hölzerne Figuren mit Elefantendarstellungen. Die Bwami-Gesellschaft umschreibt sich selbst als „wild wegrennende Elefanten“ und die Initianden gelten als „die zur Elefantenherde Gehörenden“. In allen Stufen der Bwami-Gesellschaft werden Löffel aus Elfenbein verwendet, die womöglich durch den Aspekt des Nahrung Aufnehmens für Wachstum stehen.
Felsmalereien der San in der südafrikanischen Provinz Westkap enthalten unter den zahlreichen Tierdarstellungen einen größeren Anteil an Antilopenarten und Elefanten. Die besondere Bedeutung, die Elefanten bereits in früher Zeit zukam, wird auf Felsmalereien im Gebiet des Olifants River deutlich, die Gruppen von Elefanten zeigen, die durch zwei dicke Striche nach außen abgegrenzt sind, wobei jeder einzelne Elefant von einer dünnen Linie umgeben ist (in der englischsprachigen Literatur als elephants in boxes beschrieben). Außerdem kommen theriomorphe Wesen aus einem Mensch und einem Elefantenkopf vor. Hieraus wird eine besondere kultische Bedeutung des Elefanten in prähistorischer Zeit bei den San gefolgert, dessen magische Kraft in Tänzen und Tranceritualen zum Ausdruck gebracht wurde. Viele San-Felsbilder wie die Darstellung des Elefantenmenschen entstanden wahrscheinlich im Zusammenhang mit Tranceritualen. Der Elefant war offenbar eines der wichtigsten Regentiere, die als magische Regenmacher beschworen wurden. In sakralen Königtümern kam dem König die Aufgabe des Regenmachers und des Spenders von Fruchtbarkeit zu, wofür er sich der Hilfe seiner verstorbenen Ahnen bediente, mit denen er in Kontakt stand.
Ein mächtiger sakraler König zeigte sich nur selten in der Öffentlichkeit und die aufwendigen Zeremonien bei seiner Inthronisation dienten der Abschirmung und dem Erhalt seiner magischen Kräfte. Bei den Yoruba fand die Beisetzung des Königs nachts statt und wurde durch eine Elfenbeintrompete angekündigt. Damit verbundene Menschenopfer, später ersetzt durch Tieropfer, dienten dem Schutz des Königtums. Bei den Aschanti werden noch heute bei Bestattungen der königlichen Familie Elfenbeintrompeten geblasen, deren Klang die böswilligen Mächte fernhalten und die Kommunikation mit den Ahnen ermöglichen soll.
Wenn in den Orchestern des Königs die großen Zeremonialtrommeln mit Fellen umwickelt sind, ebenso die bei Initiationen verwendeten Trommeln, so wird darin der symbolische Bezug zu den heiligen Wildkatzen (Leopard oder Löwe) des Königtums oder Clans erkennbar. Dieselbe „Tiernatur“ wie die Trommeln besitzen auch die gleichermaßen als Repräsentations- und Kultinstrumente zum Königshof gehörenden Elfenbeintrompeten. Als Symboltiere verbunden sind Wildkatzen und Elefanten im sakralen Königtum vieler afrikanischer Kulturen. Der Elefant galt als „ein großes Tier“, dem mit Ehrfurcht zu begegnen ist. So erklärt der Afrikaforscher Paul Reichard (1892) eine Ritualgeste, mit der sich Jäger in Ostafrika vorsichtig nach der gefährlichen Jagd einem getöteten Elefanten näherten. Eine weitere Ritualhandlung sollte vor dem vom Elefanten ausgehenden bösen Zauber schützen. Ähnliche Abwehrrituale nach der Elefantenjagd galten gemäß der Beschreibung des Zoologen Martin Hinrich Lichtenstein (1815) im südlichen Afrika. Dort musste der Rüssel des getöteten Elefanten sorgfältig begraben werden, um Schaden abzuwenden. Sind für die symbolische Repräsentanz der Wildkatzen vor allem die Felle wesentlich, so manifestiert sich die magische Bedeutung des Elefanten in seinen Stoßzähnen und den aus dem Elfenbein gefertigten Objekten.
Bei den Swazi in Südafrika verkörpert der König (iNqwenyama) den Löwen der Nation und die Königinmutter (Ndlovukati, „Elefantin“) eine Elefantenkuh. Die Swazi sehen eine Parallele in der langen Schwangerschaft der Frauen und der noch längeren Trächtigkeit bei Elefantenkühen, die beidesmal meistens nur zu einem Nachkommen führt, woraus sich in der mythischen Vorstellung der Swazi eine weitere komplexe Symbolik ergibt.

### Afro-portugiesische Elfenbeintrompeten

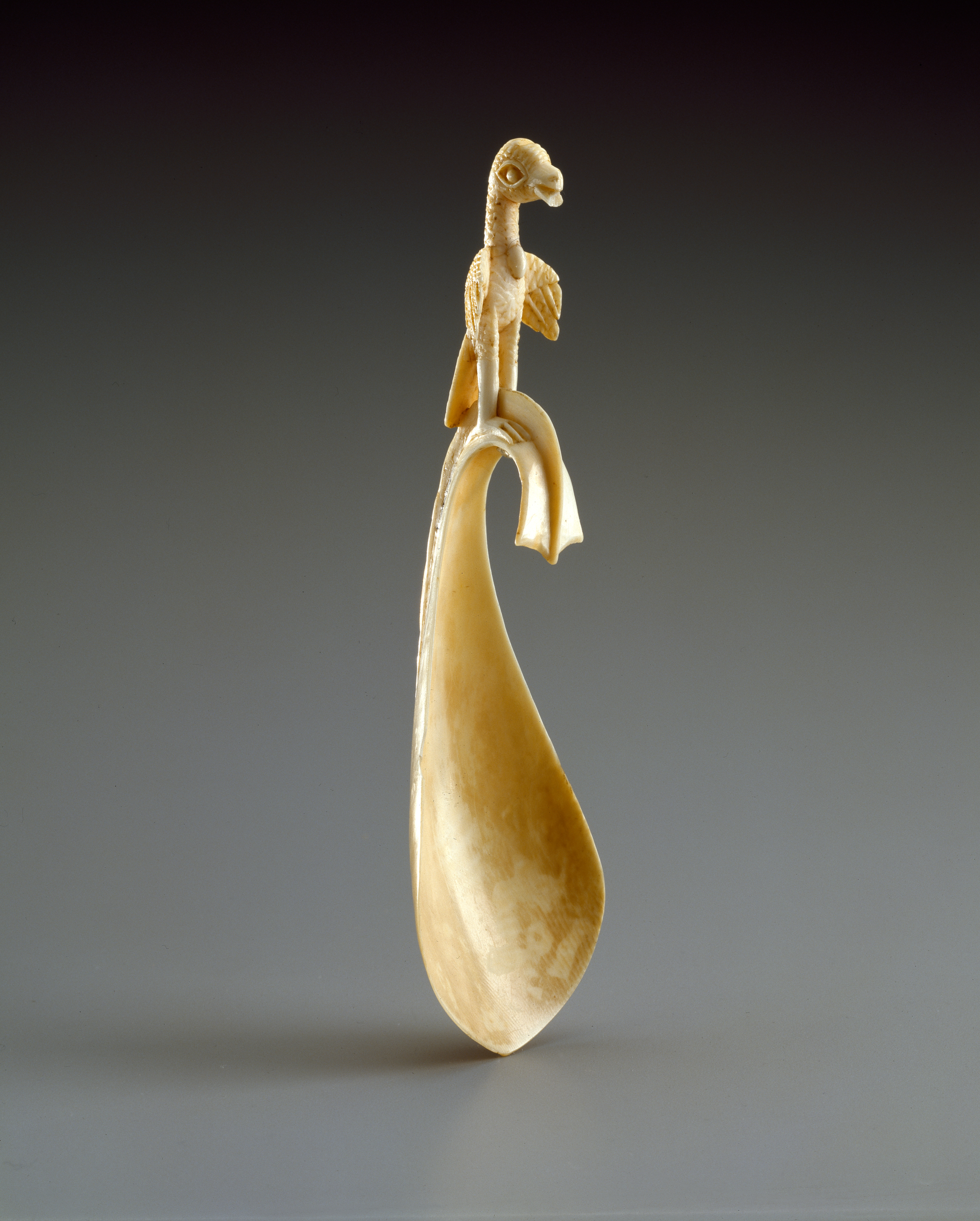
Bini-portugiesischer Elfenbeinlöffel, 16./17. Jahrhundert

Als portugiesische Seefahrer im Verlauf des 15. Jahrhunderts immer weiter entlang der afrikanischen Westküste vordrangen, entdeckten sie nicht nur die großen Goldvorkommen an der Goldküste, sondern auch allerlei handwerklich hergestellte Gegenstände, mit denen sich Handel treiben ließ. Ab Ende des 15. Jahrhunderts brachten die Portugiesen unter anderem gewebte Decken und andere Textilien aus West- und Zentralafrika mit. Seit dem 16./17. Jahrhundert erwarben die europäischen Reisenden und Händler in Westafrika eigens für Abnehmer in Europa hergestelltes Haushaltsgeschirr (Salzgefäße und Löffel) aus Elfenbein sowie Elfenbeintrompeten. Das älteste Dokument hierzu ist ein Zollformular der Kapverdischen Inseln von 1493, worin 14 Elfenbeinlöffel registriert sind, die ein Portugiese aus Westafrika mitbrachte. Über die Herstellung von Elfenbeinobjekten in Sierra Leone, von denen die ersten wahrscheinlich vor dem Jahr 1500 Portugal erreicht hatten, äußert sich eine der frühesten portugiesischen Quellen, der Buchdrucker Valentim Fernandes, um 1507 lobend: „...in Serre Lyoa sind die Menschen sehr kunstfertig und sehr erfinderisch, sie fertigen alle Dinge, um die wir sie bitten, aus Elfenbein, und diese Dinge sind wundervoll anzusehen, wie Löffel oder Salzgefäße oder Handgriffe von Dolchen und andere Feinheiten.“
Elfenbeinarbeiten waren damals in Europa die teuersten kunsthandwerklichen Gegenstände aus Afrika und sie gehören heute zu den kostbarsten afrikanischen Kunstgegenständen in den Museen. Etwa 140 Elfenbeinobjekte aus den frühen portugiesischen Erwerbungen Ende des 15. und Anfang des 16. Jahrhunderts sind heute archiviert und werden in bedeutenden Kunstsammlungen ausgestellt. Die in dieser Zeit entstandenen Objekte einer afrikanisch-portugiesischen Hybridkunst werden seit William Fagg (1959), der den Begriff einführte, als „Afro-Portugiesisches Elfenbein“ bezeichnet. Entsprechend der europäischen Nachfrage fertigten die afrikanischen Handwerker in Sierra Leone, Ghana, Benin und im Kongo aus Elfenbein Salzgefäße, Löffel, Gabeln, Ritualgegenstände für den Gebrauch in der katholischen Liturgie (wie Pyxis) und Trompeten (Jagdhörner) an.
In Europa wurden die aufwendig geschnitzten Elfenbeinarbeiten wie etwa hohe, mit vollplastischen Figuren dekorierte Salzgefäße zu Statussymbolen. Die Trompeten dienten wie die mittelalterlichen Olifanten den Adligen als Signalgeber bei der Jagd oder in Schlachten, ebenso um die Gesellschaft zu Tisch zu bitten. Den Wert der Objekte machte nicht nur das Material, sondern auch das hohe kunsthandwerkliche Geschick aus. Die Auswahl der Gegenstände folgte europäischen Vorgaben, die ornamentale und figürliche Gestaltung hingegen afrikanischen Traditionen und Vorstellungen, die wiederum mit dem Bild der Afrikaner von den europäischen Auftraggeber zusammenhingen. Die luxuriösen Arbeiten sind mit Spiralen, sonstigen geometrischen Mustern und mit figürlichen Darstellungen dekoriert. Europäischen Ursprungs sind Reliefs mit Jagdszenen, Elemente der christlichen Ikonografie und Wappendarstellungen.

#### Sierra Leone

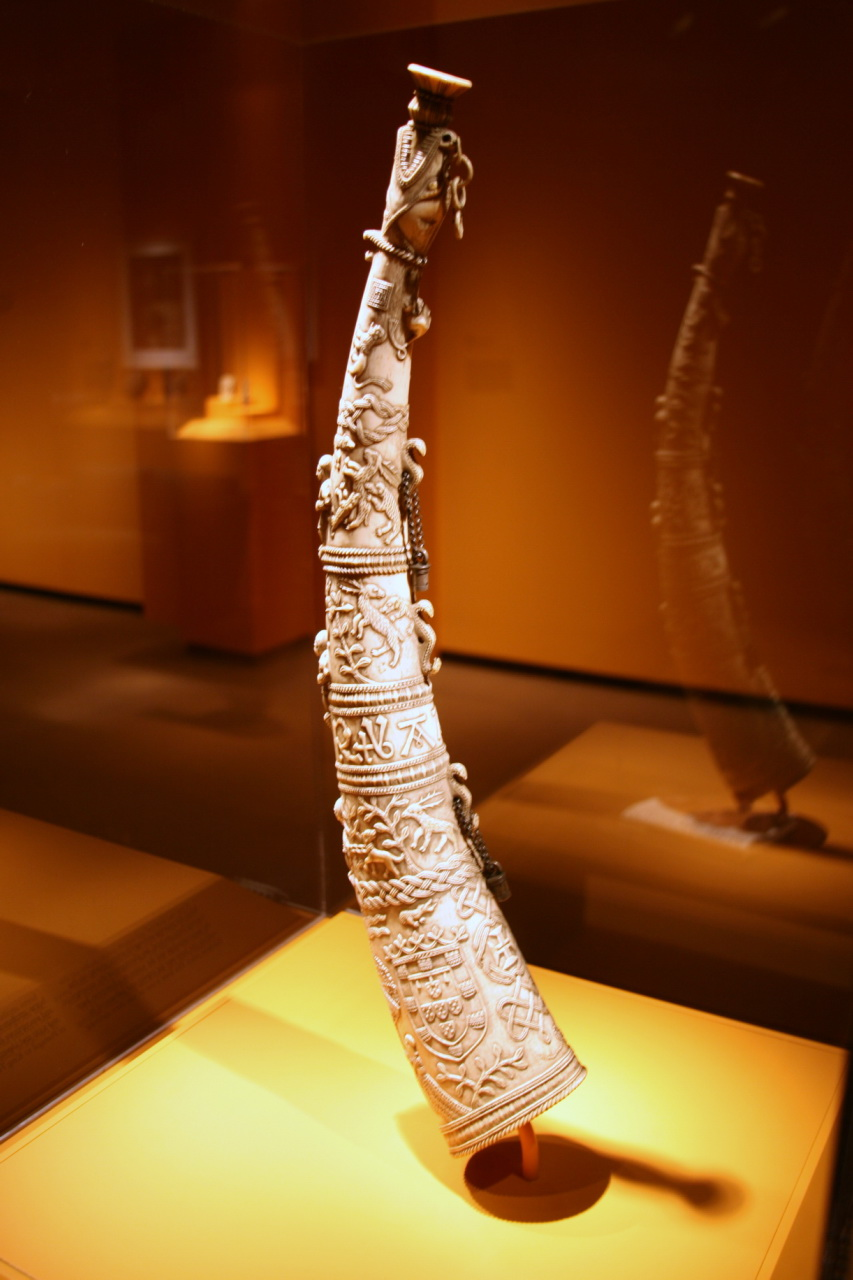
Sapi-portugiesische Elfenbeintrompete aus Sierra Leone. Hergestellt Ende 15. Jahrhundert und als Geschenk vom portugiesischen König Manuel I. an König Ferdinand II. von Aragón übergeben. Heute im National Museum of African Art.

Die beiden Lieferanten für afro-portugiesische Elfenbeinobjekte waren Sierra Leone und das Königreich Benin. Eine regional auf das heutige Sierra Leone eingrenzende Bezeichnung für das afro-portugiesische Elfenbein ist „sapi-portugiesisch“. Die ersten Elfenbeinschnitzer, denen die Portugiesen begegneten, waren die Sherbro auf der gleichnamigen Insel. Die Portugiesen nannten die Bewohner, die sie im 15. und 16. Jahrhundert an der Küste von Sierra Leone vorfanden, „Sapi“. Im 16. Jahrhundert nach Süden vordringende Mandé-Gruppen verdrängten die Sapi von der Küste und die nächsten Nachfahren dieser Kultur leben heute im Landesinneren von Sierra Leone. Auch beim sapi-portugiesischen Elfenbein kommen europäische Motive wie Einhörner, Drachen, sonstige Fabelwesen, Rosetten, Lilienblumen, Engel und weitere christliche Figuren häufig vor. Menschliche Figuren, die zahlreich und vollplastisch die Objekte verzieren, sind an ihren langen Haaren, Kniebundhosen, Jacken, Umhängen, Schuhe oder Büchern erkennbar. Manchmal sind den Figuren auch noch afrikanische Attribute (wie Schutzschilde) beigegeben, so dass der Eindruck entsteht, als hätten viele Elfenbeinschnitzer selbst nie Portugiesen gesehen.
Die sapi-portugiesischen, also die in Sierra Leone für die Portugiesen und nicht für die Einheimischen hergestellten Elfenbeinhörner, wurden bis auf eine Ausnahme längs geblasen. Sie besitzen nach dem Vorbild der europäischen Trompeten eine trichterförmige Verbreiterung als Mundstück am oberen Ende. Diese wächst typischerweise aus einem plastisch dargestellten, aufgesperrten Maul eines Raubtiers heraus. Unterhalb folgt eine kurze Zone mit einer Spiralwindung, die auf beiden Seiten durch markante Querstreifen begrenzt wird, die Godronierung genannt werden und mutmaßlich auf europäischen Einfluss zurückgehen. In der gesamten Länge sind die Hörner in vier oder fünf separate Zonen gegliedert. Die quer umlaufenden Wülste durchtrennen die in den meisten Fällen im Flachrelief gestalteten europäischen Jagdszenen. Bei einigen Hörnern sind Wappen der portugiesischen oder spanischen Königsfamilie, etwa das Kreuz von Avis oder das Kreuz des Christusordens und manchmal auch eine Armillarsphäre eingeschnitzt. Die meisten der für Europäer produzierten Hörner besitzen zwei oder drei manchmal als Tierfiguren gestaltete Ösen, an denen ein Trageband befestigt werden konnte.

#### Benin
Die ersten Portugiesen, die im Königreich Benin auftauchten, landeten in Ughoton, wo sich im 15. Jahrhundert der Hafen der Stadt Benin befand. In der Mythologie der „Bini“, wie die Portugiesen die Bewohner des Königreichs nannten, war Ughoton der Ort, von dem aus die Verstorbenen in Kanus ins jenseitige Land aufbrachen. Daraus könnte die Vorstellung entstanden sein, dass die Europäer geistige Wesen seien, die den umgekehrten Weg aus dem Ahnenreich zurückgelegt hatten. Die Europäer schienen für die Bini in der jenseitige Welt der Ahnen und in der Menschenwelt gleichermaßen zu Hause zu sein, denn die Fremden führten wie die Ahnen Dinge von besonderem Wert (Eisengegenstände, Perlen und Stoffkleidung) mit sich. Im Gebiet der Sapi in Sierra Leone wurden die Portugiesen wegen ihrer hellen Hautfarbe entsprechend als geistige Wesen eingeschätzt. In den mythischen Vorstellungen vieler afrikanischer Ethnien ist die Farbe Weiß, die bei Ritualen in Form von weißem Kalk (bei den Igbo in Nigeria heiliger Kalk nzu) auf den Körper gestrichen wird, ein Symbol der spirituellen Reinheit. Bei den Edo, den Nachfahren der „Bini“ und des Königreichs Benin im heutigen Süden Nigerias, ist orhue (reinweißes Kaolin) unverzichtbar bei Ritualen. Kaolinweiß steht für Gesundheit und Wohlergehen. Mit orhue werden bei Ritualen Gesicht und Körper weiß bemalt, in pulverisierter Form wird es in die Haare geblasen und die aus Stampflehm bestehenden Ahnenaltäre erhalten einen weißen Überzug. Auf den Ahnenaltären der Benin-Herrscher (Oba) im Palast von Benin stehen aus Messing gegossene Ahnenfiguren und beschnitzte Eelefantenstoßzähne, deren Weiß die Reinheit und Heiligkeit des Altars verstärkt.
Der portugiesische Einfluss zeigt sich bei den („bini-portugiesischen“) Objekten aus Benin an den Reliefs mit menschlichen Figuren. Spiralen, Rahmenbegrenzungen und abstrakte Muster sind weniger häufig. Portugiesen erscheinen auf den Reliefs vielfach paarweise oder als mehrere Paare. Sie werden sehr naturalistisch durch Attribute wie Schwert, Lanze, Gewehr, Buch und Manille als mächtig und wohlhabend gezeigt. Im Unterschied zu den starren Posen der afrikanischen Herrscher treten die abgebildeten Portugiesen zu Fuß oder zu Pferd stets in Bewegung auf. Engel, Fische und andere Motive passen zur Verbindung der Portugiesen mit Bewegung, Wasser und der jenseitigen Welt. Besonders der Afrikanische Lungenfisch erscheint als symbolische Darstellung der Portugiesen, denn diese Fische können für einige Zeit in ausgetrockneten Wasserstellen überleben und bewegen sich wieder, wenn sich die Bäche und Teiche mit Beginn der Regenzeit mit Wasser füllen – wie die Europäer von den Toten zurückkehren. Das Elfenbein selbst wurde in einer Verbindung zum Totenreich gesehen, außerdem mit dem Meer und der Yoruba-Fruchtbarkeitsgottheit Olokun assoziiert. Olokun-Darstellungen sind weiß, denn weiße Farbe ist auch ein Symbol für Frauen und Fruchtbarkeit.
Obwohl für europäische Händler angefertigt, wurden die bini-portugiesischen Elfenbeintrompeten ausschließlich seitlich angeblasen. Ein rechteckiges Anblasloch befindet sich ausnahmsweise an der äußeren Krümmung des Horns. Vier stilistisch ähnliche Hörnern, die zwischen 1525 und 1600 entstanden, sind mit flächigen geometrischen Strukturen dekoriert. Eines dieser Hörner, das der Motivauswahl zufolge wahrscheinlich für einen afrikanischen Auftraggeber bestimmt war, ist besonders aufwendig über die flache Textur hinweg mit plastischen Figuren gestaltet. Den oberen Abschluss bildet eine männliche Figur mit einer gemusterten Kappe („Ijebu“-Muster auf Webstoffen), die auf einem im Verhältnis viel zu kleinen Elefanten reitet. Der Reiter wird als Oba von Benin interpretiert, dessen Bedeutung durch das Größenverhältnis betont werden soll, denn der Herrscher thront noch über dem größten und stärksten Tier des Waldes. Von den Füßen des Elefanten bis zum Anblasloch breitet ein frontal gezeigter Vogel seine Flügel aus; ein Symbol, das die Vorstellung vom sakralen Herrschertum in die Lüfte erweitert. Die gesamte Mitte nimmt ein in der Draufsicht dargestelltes Krokodil ein. Das kriegerische Krokodil dient der Gottheit Olokun, die auf dem Grund des Meeres herrscht und für Fruchtbarkeit und Wohlstand sorgt. Ein Frosch, der gerade aus dem Maul des Krokodils hervorkommt oder vom Krokodil verschlungen wird, gehört zu den Sümpfen und flachen Gewässern, also wie der Lungenfisch zum Übergang von Wasser zu Land und schafft somit eine Verbindung zum Oba, den Beherrscher des Festlandes.
Im 17. und 18. Jahrhundert gab es in Europa vermutlich eine große Nachfrage nach Elfenbein, das unter anderem für Besteckhandgriffe, Kämme, Schachspielfiguren, Dosen, Klaviertasten und Jagdhörner gebraucht wurde. All diese Dinge wurden nun in Europa selbst hergestellt. Der Handel mit afrikanischer Exportkunst begann in größerem Umfang Ende des 19. Jahrhunderts, als europäische Kolonialangestellte Souvenirs in Form von Figuren, Masken, Stühlen und von Elefantenstoßzähnen erwarben, die mit szenischen Darstellungen von guter Qualität beschnitzt waren.

### Kongo im 15. und 16. Jahrhundert
Das Königreich Kongo ist die dritte Region, aus der die Portugiesen im 15. und 16. Jahrhundert Elfenbeintrompeten bezogen. Als der portugiesische Seefahrer Diogo Cão 1482 die Mündung des Kongo erreicht hatte, nahm er dort ein Stück Land für Portugal in Besitz und zog anschließend flussaufwärts zum Herrscher des Kongoreiches. Er gab Diogo Cão einige Elfenbeinhörner als Geschenk für den portugiesischen König. Diese gehören zu den ersten afrikanischen Elfenbeinhörnern, die nach Europa gelangten. Im 15. und 16. Jahrhundert im Königreich Kongo gefertigte Elfenbeintrompeten zeigen keine offensichtlichen portugiesischen Einflüsse. Sie wurden wahrscheinlich auch nicht im Auftrag von Portugiesen hergestellt und zählen deshalb in der kunstgeschichtlichen Literatur nicht zu den afro-portugiesischen Elfenbeinhörnern. Im Unterschied zu jenen und zu den arabisch-europäischen Olifanten haben sie alle nach afrikanischer Spielweise ein seitliches Mundstück oder eine flache seitliche Einblasöffnung. Viele sind auf einem großen Teil ihrer Länge mit einer zickzackförmig durchlaufenden Spirale dekoriert, die auch eine Schlange sein kann und als symbolische Darstellung für den gefahrvollen Weg, den der Tote auf seiner Reise ins Jenseits nimmt, oder als Zeichen für Langlebigkeit gedeutet wird. Da Schlangen auch Fruchtbarkeit bedeuten können, ergibt sich eine weitere Verbindung zu den mythischen Jenseitsvorstellungen: Neugeborene kommen nur auf die Welt, weil eine gewisse Zeit zuvor ein alter Mensch gestorben ist und die Ahnen durch ihr Zutun das neue Leben ermöglicht haben, das nun in umgekehrter Richtung dem Zickzack-Pfad in die hiesige Welt folgt. Dieselben Zickzack-Muster kommen auch auf wertvollen Webstoffen vor, die häufig Verstorbenen mit ins Grab gegeben wurden; ein weiterer Beleg für deren symbolische Bedeutung als Weg, den die Verstorbenen in die eine Richtung und die Neugeborenen in der anderen Richtung zurück nehmen.
Ein besonders schönes Exemplar von 83 Zentimetern Länge, das vor 1553 in den Besitz der Medici in Florenz gelangte und heute im Museum Tesoro dei Granduchi im Palazzo Pitti aufbewahrt wird, ist durch Querrillen in ein größeres Mittelteil und kürzere Abschnitte an den Enden gegliedert. Suzanne Preston Blier (1993) verweist zur Interpretation dieser Gestaltung auf den Kunsthistoriker Robert Farris Thompson (1981), der eine von den Bakongo hergestellte Tonröhre beschreibt, die diboondo (Plural maboondo) genannt wird und im Kongobecken das Grab einer reichen und sozial hochstehenden Persönlichkeit markiert. Darauf sind feine Zickzack-Rillenmuster durch mehrere horizontale Wülste getrennt, die Thompson zufolge die Barriere zwischen der diesseitigen Welt und der jenseitigen Welt der Toten veranschaulichen. Die maboondo waren der Ersatz für Elefantenstoßzähne, die früher jedoch nur in seltenen Fällen für die Gräber von Häuptlingen verwendet wurden. Die Trennlinien auf den kongolesischen Elfenbeintrompeten stehen also in einer symbolischen Beziehung zu den Begräbnisstätten bedeutender Persönlichkeiten, die sich früher auf einem Hügel befanden und durch eine umgebende Reihe von Pappeln als heilige Bereiche abgegrenzt waren. Vergleichbar waren Paläste von Würdenträgern durch andere Arten von Zäunen abgeschirmt.

### Aschanti

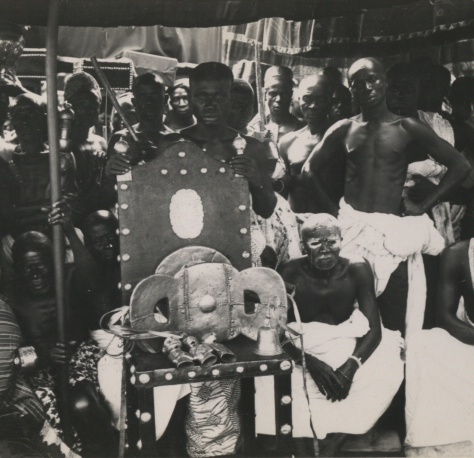
Goldener Stuhl der Aschanti, 1935

Die in den historischen Reiseberichten erwähnten und in Illustrationen gezeigten Elfenbeintrompeten waren von Senegambia an der Westspitze Afrikas über Zentralafrika bis Sansibar in Ostafrika verbreitet. Die Tradition lebt nur noch vereinzelt fort und ist lediglich bei den Aschanti im zentralen Süden Ghanas nach wie vor ein wesentlicher Bestandteil der höfischen Zeremonien. In deren Zentrum steht das ntahera, das bedeutendste der sieben höfischen Elfenbeintrompeten-Ensembles. Ntahera ist ein Element der traditionellen Religion der Akan und wird heute wie das zeremonielle höfische kete-Trommelensemble auch in ein christliches Umfeld übernommen.
Der erste Asantehene (Königstitel) der Aschanti, der Gründer des Aschantireichs, war Osei Tutu I. († 1717), dem es in den 1690er Jahren gelang – der mündlichen Überlieferung zufolge – alle Häuptlinge der Aschanti zu versammeln. Dabei senkte sich ein vergoldeter Stuhl vom Himmel herab und landete, während die Trommeln erklangen, auf den Knien von Osei Tutu, was als göttliches Zeichen gewertet und er zum König bestimmt wurde. Auch sollen die Elfenbeintrompeten vom Himmel herabgekommen sein und im ntahera-Ensemble den magischen Schutz des neuen Königreichs übernommen haben. Osei Tutu hatte zuvor an den Herrscherhäusern der Denkyra und der Akwamu gedient und kannte sich in militärischen Angelegenheiten aus. So besiegte er das Denkyra-Königtum der Akan und dehnte seine Macht über einige Häuptlingstümer nach Norden aus. In den Jahren vor 1698 gründete er die neue Hauptstadt Kumasi.
Der Mythos von der himmlischen Herkunft der Elfenbeintrompeten und eines Geistes, der dem ntahera seine magischen Kräfte verlieh, dürfte bereits im 17. Jahrhundert geläufig gewesen sein. Seitdem pflegen die Aschanti diese musikalische Tradition, mit der böswillige Geister ferngehalten werden sollen, etwa bei Ahnenverehrungszeremonien und königlichen Destattungen. Dann sollen die Trompeten die Verständigung zwischen den Ahnen und den Lebenden ermöglichen. Ob die ntahera-Tradition bereits vor dem 17. Jahrhundert bei den von Norden eingewanderten Vorfahren der Aschanti bekannt war, ist spekulativ. Elfenbeintrompeten, die es (Ibn Battūta zufolge) bereits im 14. Jahrhundert in Mali und in irgendeiner Form vielleicht auch bei den Akan-Völkern gab, waren jedenfalls im 16. Jahrhundert noch nicht im Blickfeld der Portugiesen und der ihnen nachfolgenden europäischen Händler.
Der niederländische Kaufmann Pieter de Marees, der 1601 an der Goldküste unterwegs war, zeigt in seinem 1602 erschienenen Reisebericht auf einem Holzschnitt ein Büffelopferritual, bei dem zwei Musiker Elfeinbeintrompeten spielen. Die Anblasöffnung dieser Instrumente genau in der Mitte erscheint ungenau dargestellt, ähnlich mittig bläst jedoch auch eine Figur in eine Elfenbeintrompete, die auf dem Henkel eines Tontopfes modelliert ist. Dieses erhaltene Gefäßbruchstück wurde in Ahinsan im Gebiet von Kumasi gefunden und stammt aus dem 16. Jahrhundert oder dem Anfang des 17. Jahrhunderts. Der Fundort fern von der Küste zeigt nochmals, dass die Tradition der Elfenbeintrompeten bereits vor der Ankunft der Portugiesen existierte.
Zur Zeremonialmusik des Asantehene gehören neben dem ntahera die nachrangigen Elfenbeintrompeten-Ensembles kwakwrannya, nkontwema, amoakwa, nkrawoben, nkofe und mmentia, deren Mitglieder in Kumasi und Umgebung leben. Die Elfenbeintrompeten sind im Besitz von Würdenträgern und werden bei bestimmten rituellen Anlässen zur Verehrung der Ahnen, die als lokale Heilige gelten, geblasen. Die einzelnen Ensembles sind bei diesen Anlässen heute gegenüber oder nebeneinander aufgestellt. Das kwakwrannya ist heute zusammen mit dem ntahera im Amtssitz des Königs, dem Manhyia-Palast in Kumasi untergebracht. In vorkolonialer Zeit war das kwakwrannya das Militärtrompetenorchester, das bei Kriegseinsätzen den Truppen vorausging, um mit lauten tiefen Tönen Wildbienen und andere wilde Tiere aufzuschrecken, damit diese den Feind angreifen sollten. Das aus kurzen, höher klingenden Trompeten bestehende nkontwema stammt aus der Zeit vor der Etablierung des Aschantireichs. Es kam mit der Unterwerfung der Akyem 1742 durch den zweiten Asantehene in den Besitz der Aschanti. Auffällig bei diesem Ensemble sind vier in rot-, grün- und orangefarbigen gewebten Stoff gehüllte Elfenbeintrompeten.
Die beiden Elfenbeintrompeten-Ensembles amoakwa und nkrawoben gelangten bei der Eroberung des Dankyira-Reichs durch Osei Tutu I. in den Besitz der Aschanti. Sie sind dem Palast der Königinmutter (Ohenmaahene) zugeordnet und treten gemeinsam auf. Das amoakwa („Zwerg“) besteht aus sieben Trompeten, die eigene Namen haben und zusammen ein besonderes Repertoire spielen. Die Trompeten des unterstützenden nkrawoben-Ensembles sind durch umgewickelte rote Schals (nkrawo) der Frauen gekennzeichnet. Üblicherweise treten beide Gruppen zusammen mit maximal 18 Trompeten auf, bei einem Anlass sollen 36 Trompeten geblasen worden sein.
Das Ensemble nkofe wurde vom vierten Asantehene Osei Kwadwo (reg. 1764–1777) vermutlich für seinen Sohn Kwasi Ampon (Titel: Asokwahene) eingeführt, um Aschanti-Händler auf dem Weg nach Accra, wo die Ga leben, zu begleiten. Es ist bei königlichen Zeremonien neben dem ntahera das führende Ensemble. Der Name nkofe ist aus den Ga-Wörtern koN („Horn“) und fe („blasen“) abgeleitet.
In der Sprache der Aschanti, Twi, heißt Elfenbeintrompete oder allgemein Elefentenstoßzahn aben (wörtlich „Tierhorn“), Plural mmen, und eine kleine Elfenbeintrompete aus dem kurzen Elefantenstoßzahn eines Waldelefanten heißt abentia, Plural mmentia, mit dem Suffix -tia für „kurz“. Die genannten Ensembles bestehen aus mehreren, meist sieben Instrumenten, nur die mmentia werden einzeln, zu zweit oder gelegentlich zu dritt geblasen. Der Spieler hält sein Instrument vom Kopf zur Seite und schräg nach oben.
Die Anblasöffnung der Elfenbeintrompeten, die nahe am oberen dünnen Ende an der Innenseite des gebogenen Stoßzahns angebracht wird, misst etwa 2,5 × 1,5 Zentimeter. In das massive obere Ende wird von der Spitze ein Loch bis zum natürlichen Hohlraum des Stoßzahns gebohrt. Durch Öffnen oder Schließen mit einem Finger lässt sich die Tonhöhe verändern. Der Fundamentalton wird bei geschlossener Öffnung etwa eine große Sekunde (zwei Ganztöne) tiefer. Die Elfenbeintrompeten sind ganz oder teilweise mit einer Tierhaut verkleidet.

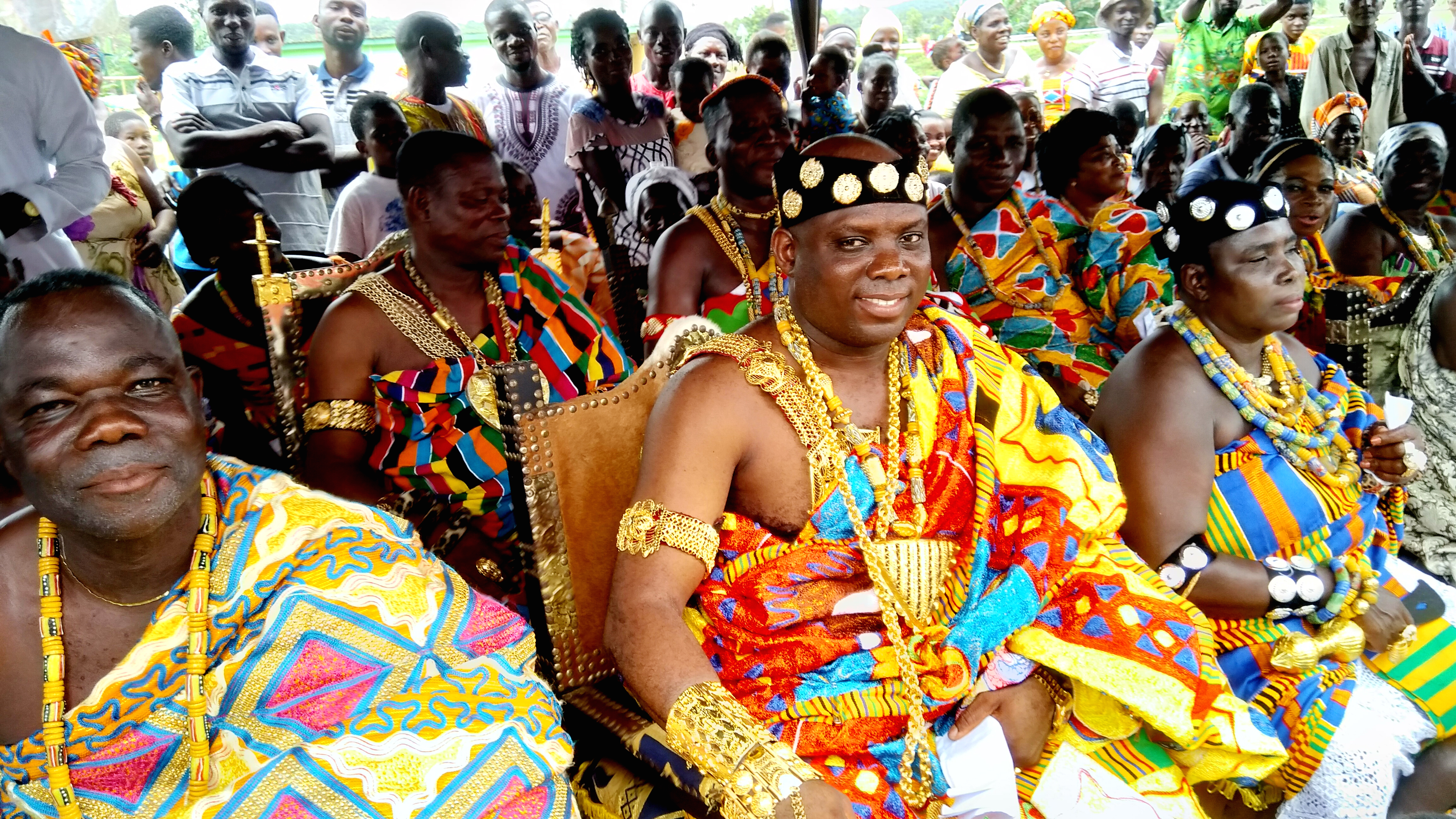
Der Asantehene präsidiert über ein Akwasidae-Fest in Kumasi, 2019

Dem Asantehene kommt die liturgische Aufgabe zu, Zeremonien zum Wohl der Gemeinschaft zu leiten. Eine Ahnenverehrung mit Beteiligung des Asantehene findet alle 42 Tage im Rahmen eines Akwasidae-Festes statt. Für die Ahnen werden Opfergaben gebracht und vor dem König finden Darbietungen mit Trommlern, Hornbläsern, Sängern und Tänzern statt. Diese Gruppen treten auch bei königlichen Begräbnissen, Amtseinführungen von Politikern und formellen Zeremonien im Manhyia-Palast auf. Trompetenbläser sind nicht mehr wie früher, als sie noch um Mitternacht auf dem Marktplatz den Anbruch des neuen Tages verkündeten, hauptberuflich tätig, sondern üben dieses Amt neben ihrem Beruf etwa als Bauern oder Handwerker aus. Die Häuptlinge anderer Akan-Gruppen, die nicht dem Asantehene unterstehen, besitzen eigene Trometenensembles. Als zentrale politische Autorität der Ashanti Region besitzt der Asantehene die meisten Elfenbeintrompeten-Ensembles in Ghana. Zahl und Größe der Elfenbeintrompeten hängen vom Rang des Häuptlings ab. Ein Dorfoberhaupt verfügt vielleicht nur über eine kleine Elfenbeintrompete (abentia).
Die zwei Töne, die sich mit einer Elfenbeintrompete erzeugen lassen, setzen die Aschanti stellvertretend für die tonale Sprache Twi ein, die zwei Töne, tief und hoch, kennt. Auf ähnliche Weise können Trommeln (talking drums, in Ghana besonders die atumpan) verwendet werden. Die Trompetenbläser ersetzen bei den Ritualen die gesprochene Sprache, wenn diese nicht ehrfürchtig genug erscheint. Bei früheren kriegerischen Auseinandersetzungen konnten mit den Elfenbeintrompeten auch in einer Art Geheimsprache Signale übermittelt werden. Die Töne der Trompete übertragen nicht unmittelbar die Twi-Sprache, die Trompete „spricht“ mehrdeutig und ist nur für denjenigen verständlich, der ihren Gebrauch erlernt hat und den Inhalt der Botschaft bereits kennt. Da Trompeten-Sprache in einem sakralen Zusammenhang gebraucht wird, ist Mehrdeutigkeit, vor allem für das Verständnis von Außenstehenden, erwünscht. Angesprochen sollen in erster Linie die Ahnen werden. Um die konkrete Bedeutung zu verschleiern, werden nur solche Silben in Töne übertragen, die für die tonale Gestalt des sprachlichen Ausdrucks erforderlich sind.
Ein Liedtypus, der in der Ersatzsprache der Trompeten aufgeführt wird, besteht aus mmaranee genannten Versen zur Huldigung der Asantehene, die aus deren Ehrennamen gebildet werden. Häufig trägt nur eine kurze Elfenbeintrompete (abentia) einzelne Zeilen von dieser Art Lobpreis vor. Die Töne der abentia stehen für Wörter und diese geben ein Bild von den Asantehene und der heroischen Geschichte der Aschanti wieder. Die mmaranee werden zur Einführung nachfolgender Lieder (dwom) des siebenköpfigen Trompetenensembles vorgetragen; sie bedienen sich einer Symbolsprache, für deren Verständnis die Kenntnis von Details der lokalen Geschichte und bestimmter alter Vorstellungen erforderlich ist.
Die älteste Beschreibung einer solchen Zeremonie mit Elfenbeintrompeten-Ensembles gab Thomas Edward Bowdich (1819). Der ghanaische Musikethnologe J. H. Kwabena Nketia analysierte 1962 als erster die musikalische Struktur der Trompeten-Sprache bei den Aschanti. Demnach übernimmt einer der sieben Trompeter die Führungsrolle, zunächst in einer nicht-metrischen Einführung. Die Trompete kann außer den zwei Tönen der gesprochenen Sprache auch den in der Sprache vorkommenden fallenden Ton imitieren. Der variierte Rhythmus richtet sich nach dem zu übertragenden Text. Die Aufgabe dieses Trompeters (sesee) ist zu „sprechen“, während die übrigen Trompeten musikalisch antworten. Die in diesem Wechselspiel, für das Nketia den Gattungsbegriff Hoquetus übernahm, antwortenden Trompeten werden nach ihren Tonhöhen in drei Gruppen eingeteilt. Zwei Gruppen spielen mit ihren beiden unterschiedlichen Tonhöhen zusammen, während die beiden Trompeten der dritten Gruppe entweder allein oder zusammen mit der führenden Trompete erklingen. Trompetentöne, die keinen sprachlichen Bezug haben, sind bei diesen Aufführungen selten, sie kommen etwa dann vor, wenn der Leiter der Gruppe mit dem höchsten Trompetenton ein Signal zur Beendigung eines Liedes geben oder mit einer Abfolge von schnellen hohen Tönen die Aufmerksamkeit der Zuhörer auf das Trompetenspiel lenken will.
Die Spielweise der kurzen mmentia unterscheidet sich deutlich von derjenigen des ntahera-Ensembles. Ihre Töne klingen höher und klar, denn sie sollen über größere Entfernungen gehört werden, damit sie den Lobpreis an den Asantehene und seine Vorfahren übermitteln können. Bei einer abentia werden ausschließlich die beiden Töne hervorgebracht, aber nicht gleitende Tonhöhen. Zu zweit oder manchmal zu dritt spielen die mmentia vor allem beim Asantehene in Kumasi, während bei anderen Aschanti-Häuptlingen bevorzugt nur eine abentia die Preislieder wiedergibt. Ein Blasinstrument kommt auch in Kumasi vor, wenn bei einer Prozession ein abentia-Spieler (genannt abenhyenni, „Horn-Bläser“) hinter dem Asantehene hergeht.
Andere Blasinstrumente, die in der höfischen Musik der Aschanti verwendet werden, sind die Bambuslängsflöte atenteben und die lange Rohrflöte mit Kernspalt odurugya.

### Swahili

#### Siwa
Der erste europäische Augenzeuge ostafrikanischer Elfenbeintrompeten war Vasco da Gama, der bei seiner Ankunft in Malindi am 15. April 1498 mit dem Spiel zweier Hörner begrüßt wurde. Die auf Swahili siwa (im Singular und Plural) genannten Elfenbeintrompeten der ostafrikanischen Küste sind ein Bestandteil der afro-arabischen Swahili-Tradition, aber ungeachtet islamischer Dekorationselemente afrikanischer Herkunft. Die quer geblasenen siwa gehörten seit mindestens dem 15. Jahrhundert zu den Insignien und Zeremonialinstrumenten der Swahili-Herrscher im heutigen Kenia und Tansania. Noch früher, Anfang des 13. Jahrhunderts, ist aus den Schriften des chinesischen Autors Chao Ju-Kua bekannt, dass muslimische Händler auf Sansibar unter anderem afrikanisches Elfenbein und Gold gegen Importe aus Asien wie Baumwolle, Kupfer und chinesisches Porzellan tauschten. Die Händler standen mit den Lieferanten von Gold und Elfenbein in Groß-Simbabwe in Kontakt. An einen mythischen Ursprung führt das in der Hebräischen Bibel erwähnte Goldland Ophir, das der erfolgreiche Händler und König Salomo auf seinen Expeditionen in Ostafrika zwischen Punt und Groß-Simbabwe erreicht haben soll. Im Zusammenhang der Reisen nach Ophir und den mitgebrachten Schätzen ist in der Bibel auch von Elfenbein, hebräisch shenhabbim („Zahn der Elefanten“, aus shen, „Zahn“, und habbim, „Elefant“), die Rede. Nach 1 Kön 10,22  dürfte jedoch das erwähnte Elfenbein aus Indien gekommen sein. Ab dem 17. Jahrhundert waren es dann indische Händler, die mit Karawanen aus dem Landesinnern herbeigeschafftes Elfenbein über Sansibar in ihr Heimatland verschifften. Die militärischen Eroberungen der Briten in Ostafrika waren auch von der Suche nach Ophir, der mythischen Quelle des Wohlstands beseelt.
Manche ostafrikanische Trompeten wurden auch aus Bronze angefertigt (in den portugiesischen Quellen als „Metall“ oder „Kupfer“ bezeichnet) oder aus Holz. Nach Vasco da Gamas Beschreibung erreichten die Elfenbeintrompeten die Größe eines Menschen, er könnte also ähnliche Instrumente gesehen haben wie die beiden berühmtesten erhaltenen Exemplare, die sich heute in Museen befinden und von den benachbarten, der kenianischen Küste vorgelagerten Inseln Pate und Lamu stammen. Vor der portugiesischen Zeit war Pate vermutlich der bedeutendste Handelsposten an der Swahili-Küste, an dem ostafrikanisches Elfenbein ausgeführt wurde. Ab dem 16. Jahrhundert waren die Inseln neben Sansibar bedeutende Handelsniederlassungen unter portugiesischer Kontrolle und im 18. und 19. Jahrhundert befanden sie sich im Besitz des Sultanats Oman. Die puritanischen Omani untersagten die zeremonielle Verwendung des siwa, versuchten aber dennoch, das Horn als ein Zeichen von Macht und Autorität für sich zu nutzen. So beschlagnahmte ein Gouverneur (liwali, Plural maliwali) der Omani im 19. Jahrhundert das siwa von Pate, nachdem zuvor Omani-Truppen einen Aufstand auf der Insel niedergeschlagen hatten, und versuchte später, das Horn dem aufständischen Sultan des Sultanats Witu, der zur Herrscherfamilie von Pate gehörte, unter der Bedingung zurückzugeben, dass dieser sich unterwerfen würde. Der Sultan verweigerte sich diesem Handel.
Die beiden Hörner sind Meisterwerke der islamischen ornamentalen Kunst. Das Exemplar aus Pate, das im Nationalmuseum in Nairobi ausgestellt wird, besteht aus Elfenbein und wird auf etwa 1688 datiert. Möglicherweise ist es älter, nach einer mündlichen Überlieferung soll es 1448 in der Stadt Pate hergestellt worden sein. Es ist aus drei miteinander verbundenen Teilen Elfenbein zusammengesetzt und hat eine Länge von 2,15 Metern. Der Durchmesser des Schalltrichters beträgt etwa 13 Zentimeter. Die kreisrunde Anblasöffnung befindet sich nicht innen an der Krümmung, sondern seitlich ungefähr in der Mitte. Der mit rund 60 Prozent der Gesamtlänge etwas größere Abschnitt am unteren Ende ist konisch und bis kurz vor der Schallöffnung gleichmäßig kanneliert. Der Abschnitt auf der anderen Seite der Anblasöffnung hat Zierfunktion und besteht aus ein einem zylindrischen Teil mit einer sehr feinen geometrischen, der islamischen Kunst entsprechenden Gitterstruktur, die an ein Jali erinnert. Dergleichen Flechtornamente sind in der Kunst der Swahili für das 17. Jahrhundert mehrfach überliefert, kommen aber später kaum noch vor. Auf dieses Element ist der obere Abschluss mit einer Kugelform, die in ein dünnes Endstück übergeht, aufgesteckt. Bis Anfang des 20. Jahrhunderts wurde dieses Elfenbeinhorn noch regelmäßig bei Zeremonien verwendet.
Das zweite siwa besteht aus Bronze, ist mit 1,95 Metern etwas kürzer, aber in der Abfolge der Gestaltungselemente dem Elfenbeinhorn ähnlich. Durch das Material ist es mit 17 Kilogramm wesentlich schwerer als das Elfenbeinhorn. Das in seiner Bauart singuläre Bronzehorn besteht ebenfalls aus drei Teilen, die im Wachsausschmelzverfahren hergestellt wurden, eine für Ostafrika ungewöhnliche Technik, die bei Objekten dieser Größe und Qualität ansonsten nirgends angewandt wurde. Die nächste Region, in der diese Handwerkskunst praktiziert wurde, ist Ägypten. In das Flechtornament des Bronzehorns ist eine Inschrift integriert, die einen Auszug eines Gedichts des abbasidischen, in Medina lebenden Poeten Muhammad ibn Baschir al-Himyari enthält. Das Gedicht wurde von Abu Tammam (804–845) in seine Anthologie Hamasa („Tapferkeit“) übernommen und ist in einer mamlukischen Variante der Naschī-Schrift wiedergegeben. Der Inhalt der vier Reimpaare steht in keiner nachvollziehbaren Relation zur Funktion des Horns als eines der Insignien des Herrschers, weshalb Jim de Vere Allen (1982) vermutet, die Verse könnten von einem Handwerker, der nur unzureichende Kenntnisse des Arabischen besaß, von einem anderen wertvollen Gegenstand aus der islamischen Kultur schlicht kopiert worden sein.
An beiden Hörnern ist zwischen der Anblasöffnung und dem unteren Ende ein Kettchen befestigt. Damit hängt der Spieler sich das Horn um und hält es mit einer Hand in der Mitte schräg vor dem Oberkörper mit der Schallöffnung nach unten. Die zur Schallerzeugung nicht erforderlichen dekorativen oberen Teile, die dem Spieler über die linke Schulter ragen, dienen der Gewichtsverteilung beim Einsatz des Blasinstruments.
Siwa-Spieler waren früher – zumindest in Lamu und Pate – Nachkommen von Sklaven und vererbten diese Aufgabe. In jeder größeren Stadt im Bereich der Swahili-Kultur gehörten ein oder mehrere siwa zu den Zeremonialobjekten des Herrschers. Sie wurden bei allen bedeutenden höfischen Zeremonien eingesetzt, besonders bei den Übergangsfeiern des Königs, etwa bei seiner Hochzeit, Inthronisierung und Bestattung. Andere angesehene Familien besaßen das vererbte Recht oder konnten das Privileg erwerben, bei entsprechenden Anlässen einen siwa-Spieler zur Verfügung zu haben. Der Klang der siwa sollte für das Wohlergehen des Sultanats, Glück, Erfolg oder eine gute Ernte sorgen.
Das siwa von Pate ist die längste bekannte Elfenbeintrompete Afrikas. Weitere sechs siwa gingen während der deutschen Kolonialzeit in Tansania in deutschen Besitz über und befinden sich im Ethnologischen Museum in Berlin. Keines von diesen und den übrigen siwa ist länger als 75 Zentimeter – mit Ausnahme zweier Hörner aus Kenia, die 100 und 94 Zentimeter messen. Da die Anblasöffnungen beider Instrumente nach allen Seiten deutlich hervortreten, müssen sie aus wesentlich größeren Stoßzähnen herausgearbeitet worden sein. Jim de Vere Allen (1977), der damalige Kurator des Lamu-Museums, kann die Herkunft dieser mutmaßlich aus dem 18./19. Jahrhundert stammenden Exemplare bis Anfang des 20. Jahrhunderts zurückverfolgen. Als um das Jahr 1906 ein Jäger und der Kikuyu-Häuptling eines Dorfes in der zentralkenianischen Aberdare Range einem verwundeten Löwen nachstellten, fiel der Löwe den Häuptling an und war dabei ihn zu töten, wenn ihn nicht der Jäger erschossen hätte. Zum Dank übergab der Häuptling dem Jäger „seinen kostbarsten Besitz“: die beiden Elfenbeintrompeten, die innerhalb der Familie des Jägers weitervererbt wurden. Der Paramount Chief der Kikuyu hatte um 1900 unter seinen Insignien zwar ein Querhorn, dieses war jedoch ein Antilopenhorn (choro) und auch anderweitig besaßen die Kikuyu keine siwa, denn die Verarbeitung von Elfenbein unterlag bei den Kikuyu einem Tabu.

#### Mbiu
Neben dem siwa verwendeten die Swahili das kleinere mbiu, ein quer geblasenes Büffel- oder Rinderhorn, das früher bei weniger offiziellen Anlässen eingesetzt wurde, etwa von Ausrufern, um eine Proklamation an das Volk zu verkünden oder beim Eintreffen eines bedeutenden Mannes. Die kurzen Proklamationshörner mbiu waren zahlreicher als die siwa, werden aber in den Quellen nur selten erwähnt. Dass mbiu auch aus Elfenbein bestehen konnten, belegen einige im Swahili-Gebiet erhaltene Exemplare und ein Fund aus Sofala im heutigen Mosambik. Dieses Elfenbeinhorn stammt mutmaßlich aus dem 16. oder 17. Jahrhundert, als Sofala unter den Portugiesen eine blühende Handelsniederlassung am Indischen Ozean war, von der aus muslimische Händler große Mengen an Elfenbein und Gold exportierten (weshalb Ophir auch hier zeitweilig lokalisiert wurde). Archäologen entdeckten das in mehrere Teile zerfallene mbiu im Bereich der ehemaligen Festung am sandigen Meeresufer. Zum Fundzusammenhang gehören polychrome Topfscherben, die stilistisch nach Groß-Simbabwe ins Mashonaland verweisen.
Seit der aufwendigen Reinigung und Restaurierung misst das Sofala-mbiu 49 Zentimeter einschließlich eines durch einen Einschnitt abgegrenzten Kopfteils von 13 Zentimetern Länge, der eine menschliche Figur mit einem erkennbaren Gesicht zeigt. Der Hals der Figur wird von einem ringförmigen Wulst gebildet. Nase und Mund sind einfach stilisiert, die Augen bestehen jeweils aus zwei kreisförmigen Rillen und einem kleinen Loch im Zentrum. Die gesamte Form wurde aus einem wesentlich größeren Stoßzahn sorgfältig herausgearbeitet. Der Durchmesser der Schallöffnung beträgt 8,9 Zentimeter. Vermutlich war der untere Teil der Trompete zumindest teilweise mit Metallblech verkleidet, worauf kleine Löcher hinweisen. Der Spieler trug das Instrument vermutlich an einer Kordel um den Hals.
Der Fund aus Sofala ist in dieser Form eines quer geblasenen Elfenbeinhorns für das südliche Afrika einzigartig. Aus derselben Zeit – dem 15. oder 16. Jahrhundert – stammt ein Relief auf dem Haruni-Grabmal in der Ruinenstadt Chwaka auf Pemba. Der Ort ist nach Harun benannt. Er war ein Sohn des Herrschers Mkame Ndume, ein Schirazi aus Maskat, der hier um 1600 eine Moschee und eine Festung gründete. Das Relief zeigt ein typisches mbiu mit einer Kordel zum Umhängen und soll auf die königliche Herkunft des Prinzen Harun verweisen. Ein altes mbiu aus Büffelhorn und Holz befindet sich im Museum Fort Jesus in Mombasa. Es ist teilweise mit Messingblech verkleidet, besitzt Perlmutteinlagen und eine Swahili-Inschrift, die lautet: „Nahabani, der Sultan ist gekommen, um dich zu treffen. Er ist der Herr der Menschheit.“ Nahabani (Nabhani) hieß die Omani-Dynastie, die bis zur Mitte des 19. Jahrhunderts über Pate herrschte. Das Büffelhorn wurde im 19. Jahrhundert in Pate angefertigt.
Andere ostafrikanische Querhörner wurden früher bei der Jagd verwendet: das Tierhorn enzomba und das hölzerne Horn omwomba auf der Insel Ukerewe. Die Wagogo in Zentraltansania bliesen das Tierhorn ndule bei rituellen Tänzen. Ein weiteres Blasinstrument, das in der höfischen Swahili-Musik gespielt wurde, ist die schrill klingende Kegeloboe nzumari. Die Querflöte chivoti ist spezifisch für die Volksmusik an der kenianischen Küste.

### Weitere bis ins 20. Jahrhundert verwendete Elfenbeintrompeten

#### Sierra Leone
Einige Namen für Elfenbeintrompeten in Westafrika sind Akan aben bei den Aschanti, weiter östlich auf Edo ako im ehemaligen Königreich Benin in Nigeria, auf Yoruba owo in Nigeria, akho oder aho im ehemaligen Königreich Dahomey (heute Benin), in Togo fe, in Nordtogo degandere und westlich der Aschanti: auf Mandinka bunu, buru, bulu, budu und b’ru; in der Elfenbeinküste auf Dan tru und auf Agni me sowie auf Kono in Sierra Leone kamanine.
In Sierra Leone blieben zahlreiche von den Mende angefertigte Elfenbeintrompeten (kamanine) erhalten, die sorgfältig geschnitzt wurden und zu den Schätzen der traditionellen Häuptlinge gehören. Eine 79 Zentimeter lange kamanine wurde noch 1970 täglich um 5 Uhr morgens im Kono-Distrikt geblasen, um den Paramount Chief zu wecken. Die Tonhöhe lässt sich mittels eines Fingerlochs am spitzen Ende variieren, das der Spieler mit dem Daumen der linken Hand öffnet oder schließt, außerdem kann er mit der rechten Hand die Schallöffnung teilweise überdecken.
Der britische Kapitän John Matthews († 1798) dokumentierte in vier Heften mit Aufzeichnungen und Briefen seine Beteiligung am transatlantischen Sklavenhandel von Sierra Leone aus in den Jahren zwischen 1785 und 1798. Seine Erlebnisse in den Jahren 1785 bis 1787 sind in A Voyage to the River Sierra Leone in the Coast of Africa (1791) abgedruckt. Darin zählt er drei verschiedene Trommeln als die wichtigsten Musikinstrumente auf, ferner von Frauen gespielte Kalebassenrasseln, eine Art Gitarre, ein weiteres Saiteninstrument („Welsh harp“, der Abbildung zufolge die Stegharfe kora) und: „...[auf der Insel] Sherbro haben sie eine Art Flöte aus einem Pflanzenrohr mit vier Löchern für die Finger, und ein Horn oder eine Trompete, hergestellt aus einem Elefantenstoßzahn.“ Dies ist die erste Erwähnung von Elfenbeintrompeten in Sierra Leone seit den sapi-portugiesischen Hörnern im 16./17. Jahrhundert.
Im Jahr 1826 brachte ein amerikanischer Kapitän aus Neuengland eine Elfenbeintrompete in seine Heimat, die sich heute im Peabody Museum befindet. Obwohl dieses Objekt den Mandinka zugeordnet wurde, entspricht es stilistisch eher den benachbarten Mende, auch weil die darauf dargestellte menschliche Figur nicht zum geometrischen Formenschatz der muslimischen Mandinka passt. Eindeutig den Mende zuzuordnen sind eine Reihe von Militärtrompeten, die 1865 in Freetown, Sierra Leone, ausgestellt wurden. Deren Tradition lässt sich bis in das 17. Jahrhundert zurückverfolgen als die Mende ihr heutiges Siedlungsgebiet eroberten. Weitere kriegerische Auseinandersetzungen gab es im 19. Jahrhundert, als die britischen Kolonialherren die Mende als Söldner beschäftigten. Wenn die Mende bei einem nächtlichen Angriff in ein Dorf einbrachen, riefen sie nach dem Militärführer des Ortes, wo seine Kämpfer seien, und bliesen in eine kleine Elfenbeintrompete oder manchmal in ein Rinderhorn. Ein Foto vom Ende des 19. Jahrhunderts zeigt eine Gruppe von Menschen, die in einem Reisfeld arbeiten, während ein Mann eine zweifellige Trommel schlägt und ein anderer eine Elfenbeintrompete bläst.
Heute gehören die Elfenbeintrompeten zum Besitz des Paramount Chief und werden bei bestimmten Zeremonien oder als Signal bei Notsituationen geblasen. Eine Elfenbeintrompete ertönt bei offiziellen Anlässen, wenn ein Häuptling der Mende erscheint. Für geübte Ohren ist auszumachen, welcher Häuptling angekommen ist, weil sein Trompetenbläser eine bestimmte Tonfolge verwendet. Für manche Leute gilt das Trompetenblasen als altmodische, mehrheitlich jedoch als zu respektierende Tradition. Von alten Trompeten ist die Herkunft mündlich überliefert. Traditionell sind die Hornbläser männlich, es gab aber einer Erzählung zufolge vor dem Zweiten Weltkrieg eine Frau, die für ihr Spiel gerühmt wurde. Bei den Mende können Frauen auch Häuptlinge sein.
Alte und neue Elfenbeintrompeten unterscheiden sich nach ihrer Dekoration. Ein Exemplar mit einer rötlichen Patina, das in die erste Hälfte des 19. Jahrhunderts datiert wird, besitzt feine geometrische Gravuren bestehend aus Zickzackbändern und Kreisen. Moderne Trompeten haben weniger geometrische und großflächigere Muster, dafür ist typischerweise die Spitze als menschlicher Kopf gestaltet. Die sorgfältige Handwerkskunst tritt in den Hintergrund, weil die Mende die Instrumente mehr wegen ihres Klangs bewerten.

#### Kongo

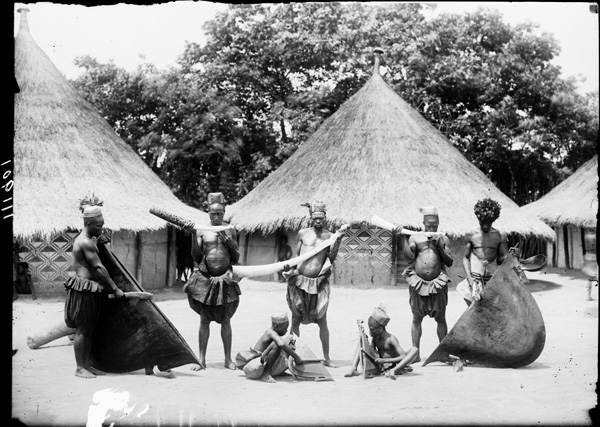
Hofmusiker der Mangbetu im Nordosten des Kongo mit drei Elfenbeintrompeten. Aufnahme des deutschen Zoologen Herbert Lang (1879–1957) zwischen 1909 und 1915. Die beiden Jungen in der Bildmitte schlagen lautstark einen schnellen Rhythmus auf kleinen Schlitztrommeln, während die großen Schlitztrommeln nur einzelne Schläge produzieren.

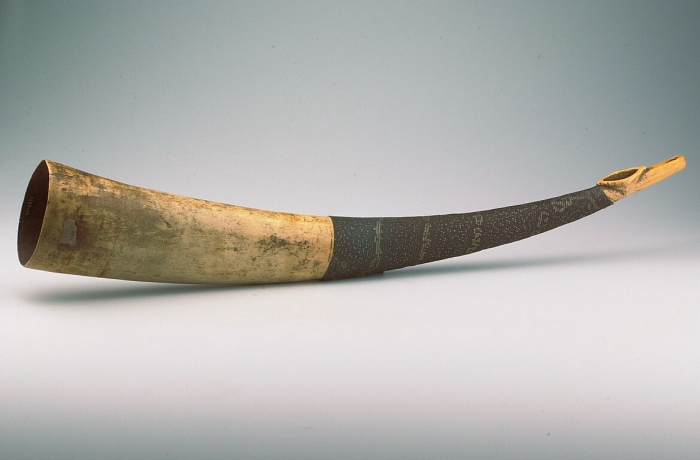
Elfenbeintrompete der Mangbetu, Länge etwa 86 Zentimeter, elliptisches Anblasloch, teilweise mit Hautstreifen umwickelt. Hergestellt vor 1945.

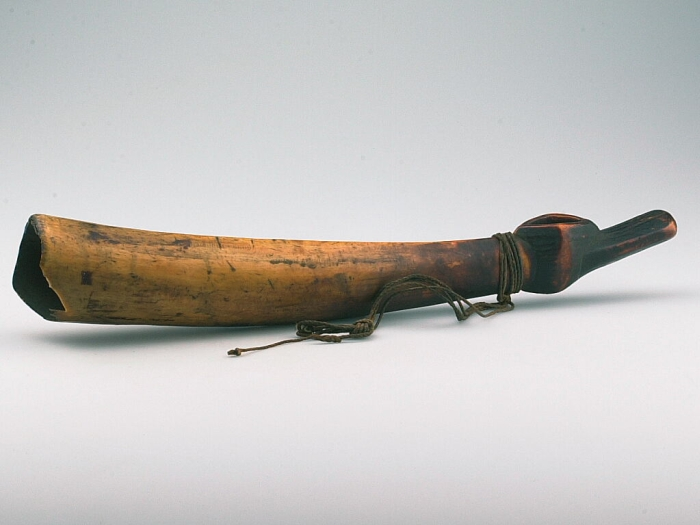
Unverzierte Elfenbeintrompete vom Nordosten des Kongo, Länge etwa 50 Zentimeter. 19. Jahrhundert.

Zeremoniell typischerweise zusammen mit großen Trommeln verwendete Elfenbeintrompeten setzen eine zentralisierte Herrschaftsform mit einem Hofstaat voraus. Dies war im Kongobecken unter anderem vom 17. bis zum 19. Jahrhundert beim Reich Kuba im Süden der heutigen Demokratischen Republik Kongo der Fall. Die traditionelle gesellschaftliche Hierarchie mit einem König (nyim) an der Spitze und mit entsprechenden Zeremonien existierte Ende des 20. Jahrhunderts noch. Im Jahr 1969 wurde König Kot aMbweeky aShyaang eingesetzt.
Eine Inthronisation bei den Kuba hat eine komplexe symbolische Bedeutung. Am Beginn steht ein Bekleidungsritual, bei dem die Holztrommel kweyabol („Leopard des Dorfes“) und eine Elfenbeintrompete gespielt werden, begleitet von einem Pluriarc (Bogenlaute). Diese Trommel gehört zu den bedeutendsten Insignien des Königs, zusammen mit weiteren Trommeln, anderen Musikinstrumenten, einem Sessel und Waffen. Der Leopard ist das typische Macht verleihende Königstier, dessen Anwesenheit häufig durch Fellbekleidungen von Objekten symbolisiert wird.
Die im Kongo und im Norden von Angola früher weit verbreiteten Elfenbeintrompeten lassen sich stilistisch nach Jean Sébastien Laurenty (1974) in vier Gruppen einteilen: 1. bis auf das Anblasloch unbearbeitete Stoßzähne, 2. partiell oder selten auf der gesamten Länge reliefierte Elfenbeinhörner mit einem lanzettförmigen oberen Ende, 3. anthropomorph gestaltete und 4. mit einer Holzröhre am unteren Ende verlängerte Hörner. Die Länge beträgt bis zu 165 Zentimeter. Die Anblasöffnung befindet sich wie bei den Aschanti-Trompeten an der Innenseite der Krümmung. Manche Elfenbeintrompeten sind mit Fell oder Tierhaut überzogen.
Eine Fotografie von 1940 zeigt die Musiker des Häuptlings Maguangasa in Nangazizi (Provinz Haut-Uele im Nordosten der Demokratischen Republik Kongo), die zwei Elfenbeintrompeten mit aufgesteckten langen Holzröhren, eine Doppelstielglocke, eine lange Zylindertrommel, zwei Bechertrommeln und sieben unterschiedlich große Schlitztrommeln spielen. Auf einer anderen Fotografie, aufgenommen zwischen 1909 und 1915 bei den Mangbetu in Niangara in derselben Region, sind drei Musiker mit Elfenbeintrompeten, zwei mit sehr großen und zwei mit kleinen Schlitztrommeln zu sehen. Die Anblasöffnung des bongo genannten Instruments ist oval und am oberen Ende ist ein Fingerloch eingebohrt.
Bei den Bakongo werden höfische Ensembles mit vier bis sieben Elfenbeintrompeten, die zusammen mit Trommeln bei besonderen zeremoniellen Anlässen auftreten, musikulu genannt. Ein solches 1967 beschriebenes Ensemble bestand aus sieben Elfenbeintrompeten, die mit Rotang überzogen waren. Nach abnehmender Größe bzw. aufsteigender Tonhöhe trugen sie die Namen vunda, langi, sasa, zwei tangi und zwei zenze. Bei einigen Trompeten war eine zylindrische hölzerne Verlängerung aufgesetzt. Dazu wurde eine hoch und eine tief klingende Trommel geschlagen. Das Ensemble spielte nur innerhalb des Palastbereichs und nur bei Zeremonien im Zusammenhang mit dem Leben des Königs. Ein anderes masikulu-Ensemble bestand aus vier Elfenbeintrompeten mit Holzröhrenverlängerung und zwei Trommeln. Die Trommler hatten zusätzlich Rasseln oder Schellen um die Handgelenke gebunden. Bei diesen Ensembles spielten die Musiker zunächst zusammen, bis die Trompeter ihr Spiel für eine Zeit unterbrachen und begannen, zu den rhythmischen Trommelschlägen zu singen. Es gibt etliche weitere Berichte aus der Mitte des 20. Jahrhunderts über Elfenbeintrompeten-Trommel-Gruppen, die zur Begleitung von Tänzen auftraten.
Einige der überlieferten Namen für Elfenbeintrompeten im Nordosten des Kongo sind bwangali bei der Bati-Ethnie, bangali bei den Barambu, bangili bei den Sere gondu bei den Mamvu (um 34 Zentimeter lang), und bolu bei den Mvuba in der Kivu-Region. Bangili und bolu haben ein ovales Anblasloch und ein Fingerloch an der Spitze, Ein vermutlich von den Mvuba stammendes Elfenbeinhorn aus dem Ende des 19. Jahrhunderts, das sich im Metropolitan Museum befindet, misst 68,6 Zentimeter und ist vollständig mit Echsenhaut überzogen. Kakubi ist der Name bei den Hunde in der Kivu-Region.
Das bondjo bei den Konda im Nordwesten der Demokratischen Republik Kongo besitzt an der Spitze kein Fingerloch und wird manchmal am unteren Ende mit einer Holzröhre verlängert. Die Verbindungsstelle wird durch einen umgewickelten Streifen Ziegenhaut abgedichtet. Es durfte nur von Häuptlingen oder einer ausgewählten Person in dessen Auftrag geblasen werden. Die ebenfalls im Nordwesten lebenden Kala verwendeten die boonzu genannte Elfenbeintrompete. Bei den dortigen Nkundo steht der Name für ein quer geblasenes Tierhorn.
Gipanana heißt eine Elfenbeintrompete bei den Bapende im Südwesten des Kongo, die durchschnittlich um 64 Zentimeter lang ist.

#### Uganda
Östlich der kongolesischen Grenze in Uganda, zwischen dem Albertsee im Norden und den Ausläufern des Ruwenzori-Gebirges im Süden, verwendeten die Amba nach einem Bericht aus den 1940er Jahren kürzere Elfenbeintrompeten, die weniger als 150 Zentimeter Länge wie im Kongo erreichten. Zur Verzierung waren die Instrumente mit Schlangen- oder Echsenhaut umwickelt. Die Tonhöhe konnte durch ein Fingerloch an der Spitze und durch die Handfläche vor der Öffnung verändert werden. An der seitlichen Einblasöffnung war bei einem Exemplar wohl zu magischen Zwecken eine Kaurischnecke angebracht. Die Amba bliesen die Elfenbeintrompeten nicht zusammen in unterschiedlichen Größen.

#### Südwestäthiopien
Äthiopien liegt außerhalb der Verbreitungsregion der Elfenbeintrompeten. Im zentralen Hochland haben sich in der hierarchischen Gesellschaftsorganisation eigenständige höfische und verbunden mit der orthodoxen Kirche sakrale Ritualtraditionen entwickelt. Im Gegensatz zur relativ großen Zahl von Musikinstrumenten im Hochland kommen in den östlichen Ebenen bis zum Meer (mit Ausnahme der von Arabien beeinflussten Musik der Somali) und in den Berggebieten des Südens nur wenige Instrumente vor.
Im Südwesten Äthiopiens leben in einem abgelegenen und rückständigen Gebiet an der Grenze zu Kenia und zum Sudan etliche kleinere Völker, die zwischen 25.000 und 65.000 Menschen umfassen (Schätzung von 2000) und unterschiedliche Sprachen sprechen. Hier waren früher Elfenbeintrompeten verbreitet – hauptsächlich bei den Dizi und bei den benachbarten Dime, darüber hinaus im Westen bei den Anuak. Der französische Autor Charles Michel nahm an einer französisch-äthiopischen Militärexpedition teil, die im Kampf um die koloniale Vorherrschaft über den Sudan unter Leitung des Marquis de Bonchamps von Osten kommend Faschoda (im heutigen Südsudan) erreichen wollte, was 1898 zur Faschoda-Krise führte. In Michels 1900 veröffentlichter Beschreibung dieser gescheiterten Unternehmung Mission de Bonchamps. Vers Fachoda à la rencontre de la mission Marchand à travers l’Éthiopie ist eine Zeichnung enthalten, die drei „Trompeten der Galla und Yambo“ zeigen soll. Das mittlere der drei Instrumente mit einem angesetzten Anblasloch dürfte eine Elfenbeintrompete der Anuak („Yambo“) darstellen.
Die Dizi und benachbarte omotische Sprachgruppen besaßen im Unterschied zu den sie umgebenden, an materieller Kultur armen Niloten einen großen Bestand an Musikinstrumenten. Die bedeutendsten zeremonialen Instrumente der Dizi waren zweifellige, mit den Händen geschlagene Röhrentrommeln. Bei den ständigen regionalen Kriegen der Dizi bis Ende des 19. Jahrhunderts war es das Ziel der siegreichen Partei, in den Besitz der Trommel des gegnerischen Häuptlings zu gelangen oder sie zu zerstören. Zweitwichtigst waren die quer geblasenen Elfenbeintrompeten, die ebenfalls ausschließlich Häuptlingen gehörten und nur bei Proklamationen, Beerdigungen der Häuptlinge und ähnlichen herausragenden Ereignissen geblasen wurden. Längere und dünnere Holztrompeten, die bis zu 70 Zentimeter maßen, wurden früher bei den Hochzeiten und Beerdigungen des einfachen Volkes, auch bei Tänzen gespielt.
Die Häuptlingstümer sind nach dem Namen des jeweiligen Clans benannt. Eike Haberland (1993) unterschied 20 Häuptlingstümer bei den Dizi, nach neuerer Erkenntnis sind es 25. Die Zeremonialtrompete des Häuptlings des Adi kyaz, die Eike Haberland bei seiner Feldforschung Anfang der 1970er Jahre vorfand, ist 61 Zentimeter lang und ebenso wie dessen sakrale Trommel mit Hautstreifen umwickelt; sie kann an einem Tragegurt umgehängt werden. Das Elfenbein ist undekoriert und hat eine geschlossene Spitze. Ferner waren den Häuptlingen Quertrompeten aus Büffelhörnern, Antilopenhörnern oder kurze Trompeten aus mit Haut umwickeltem Holz vorbehalten.
Weitere Blasinstrumente, die Dizi besitzen oder früher besaßen, die bei den Niloten der Umgebung fehlen, aber bei den Bantu weiter südlich vorkommen, sind Eintonflöten (die mit mehreren ein melodiefähiges Ensemble bilden), Panflöten (bei Hirten) und Gefäßflöten.